# Arménie
Arménie, plným názvem Arménská republika (arménsky Հայաստանի Հանրապետություն, Hajastani Hanrapetuthjun), je vnitrozemský stát na Arménské vysočině v jihozápadní Asii. Je součástí kavkazského regionu a na západě sousedí s  Tureckem, na severu s Gruzií a na východě s Ázerbájdžánem, na jihu s Íránem a ázerbájdžánskou exklávou Nachčivan. Arménie je vysoko položená, hornatá země, většinu území odvodňuje řeka Araks, klima je převážně kontinentální, vyznačující se velmi horkými léty a velmi chladnými zimami. Na ploše asi 30 000 km² žijí 3 miliony obyvatel, z nichž třetina žije v hlavním a největším městě Jerevanu. Mezi další velká města patří Gjumri a Vanadzor. Drtivou většinu obyvatel země tvoří Arméni, největší etnickou menšinou jsou Jezídové (1 %). Úředním jazykem je arménština, 95 % obyvatel se hlásí k arménské apoštolské církvi.
Arménie je stát se starobylým kulturním dědictvím. Arménská vysočina byla domovem Hajasa-Azziů, Šuprijů a Nairiů. Nejméně do roku 600 př. n. l. se na Arménské vysočině rozšířila archaická forma indoevropského jazyka protoarménštiny. První arménský stát Urartu vznikl v roce 860 př. n. l. a v 6. století př. n. l. jej nahradila Arménská satrapie. Arménské království dosáhlo svého vrcholu za vlády Tigrana Velikého v 1. století př. n. l. a v roce 301 se stalo prvním státem na světě, který přijal křesťanství jako své oficiální náboženství. Arménie dodnes uznává Arménskou apoštolskou církev, nejstarší národní církev na světě, jako hlavní náboženskou instituci v zemi. Starověké arménské království bylo rozděleno mezi Byzantskou a Sasánovskou říši kolem začátku 5. století. Za vlády dynastie Bagratuni bylo v 9. století obnoveno Arménské království Bagratovců, které padlo v roce 1045. Kilikijská Arménie, což bylo arménské knížectví a později království, se nacházelo na pobřeží Středozemního moře mezi 11. a 14. stoletím.
Mezi 16. a 19. stoletím se tradiční arménská vlast tvořená východní a západní Arménií dostala pod nadvládu Osmanské a Perské říše, přičemž v průběhu staletí opakovaně vládla jedna z nich. V 19. století byla východní Arménie dobyta Ruským impériem, zatímco většina západní části tradiční arménské vlasti zůstala pod osmanskou nadvládou. Během první světové války bylo v rámci arménské genocidy systematicky vyhlazeno až 1,5 milionu Arménů žijících na území svých předků v Osmanské říši. V roce 1918, po ruské revoluci, vyhlásily všechny neruské země po zániku Ruské říše nezávislost, což vedlo ke vzniku první arménské republiky. V roce 1920 byla tato republika začleněna do Sovětského svazu jako Arménská sovětská socialistická republika . Moderní Arménská republika získala nezávislost v roce 1991 při rozpadu Sovětského svazu.
Arménie je zastupitelská parlamentní demokratická republika s prezidentem jako ceremoniální hlavou státu, zákonodárným orgánem je jednokomorové Národní shromáždění. Arménie je rozvojovou zemí a v indexu lidského rozvoje se v roce 2024 umístila na 76. místě. Její ekonomika je založena především na průmyslové výrobě a těžbě nerostných surovin. Arménie se sice geograficky nachází na jižním Kavkaze, ale obecně je považována geopoliticky za evropskou zemi. Jelikož Arménie v mnoha ohledech geopoliticky souzní s Evropou, je členem řady evropských organizací, včetně Organizace pro bezpečnost a spolupráci v Evropě, Rady Evropy, Východního partnerství, Shromáždění evropských regionů a Evropské banky pro obnovu a rozvoj. Arménie je také členem některých regionálních uskupení v celé Eurasii, včetně Asijské rozvojové banky, Organizace smlouvy o kolektivní bezpečnosti, Euroasijského ekonomického svazu a Euroasijské rozvojové banky. Dále je členem Mezinárodního měnového fondu, Světové banky, Světové obchodní organizace a Mezinárodní organizace Frankofonie; není členem Evropské unie ani kandidátem na rozšíření.

## Název a jeho původ
Název Arménie se používá v různých variantách v prakticky všech jazycích světa kromě samotné arménštiny. Pochází ze staroperského názvu „Armanestán“ a „Arman“ podle pohraniční provincie státu Urartu na historickém arménském území, které bylo v polovině 1. tisíciletí př. n. l. osídleno mimo jiné Aramejci.
Sami Arméni se označují jménem „Hajer“ (arménsky Հայեր) a svou vlast „Hajastan“ (Հայաստան). Přípona –stan znamená „země“, takže Hajastan je země Hajů (čili Arménů). Tento název je odvozen od mytického hrdiny a zakladatele národa Hajka. Movses Chorenaci ho ve svých Dějinách Arménie (Patmutjun Hajoc) označuje za syna biblického Togarmy a vnuka Gomera. Vypráví příběh o zlém obru Belovi, který ovládl Babylón. Jediný Hajk se mu odmítl podřídit, opustil město a usadil se se svým lidem pod horou Ararat. Belos se proti němu vypravil se svou armádou a dne 11. srpna 2492 př. n. l. (podle starověkého arménského kalendáře) prý propukla veliká bitva, v níž Hajk zastřelil Bela svým šípem. Po tomto vítězství pak nerušeně vládl ve vlastním království s hlavním městem Hajkaberdem (nedaleko Vanského jezera). Výročí bitvy je dodnes nejvýznamnějším arménským svátkem zvaným Navasard.

## Dějiny

### Pravěk a starověk

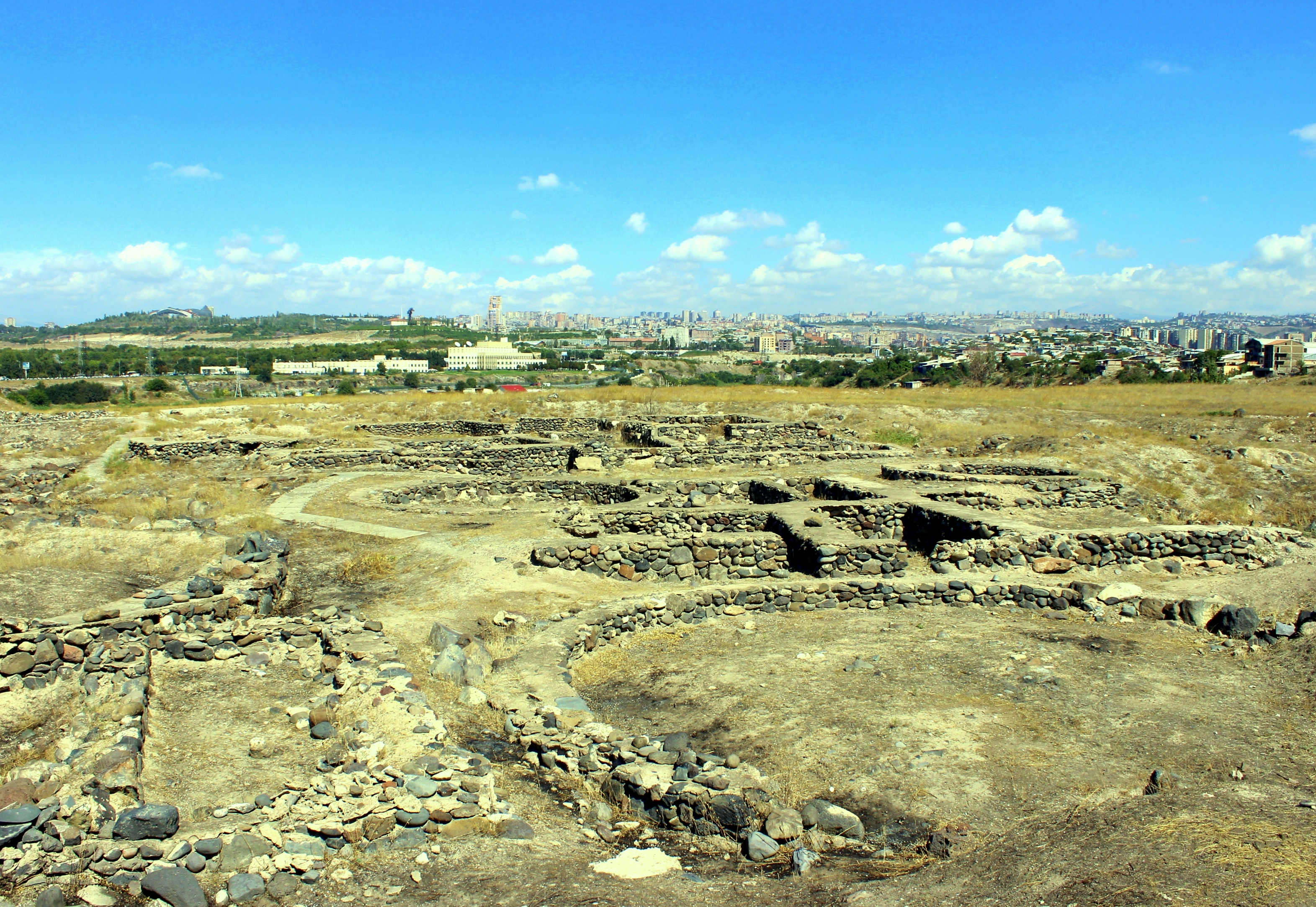
Pozůstatky kuro-arakské kultury u Jerevanu

Území dnešní Arménie bylo lidmi osídleno před 325 000 lety. Nejstarší definovanou kulturou na území dnešní Arménie je kultura Šulaveri-Šomu (6000 let př. n. l.), následovala kultura kura-arakská, existující v letech 4000–2000 př. n. l. Archeologický výzkum z let 2010–2011 přisoudil těmto kulturám nejstarší známou koženou botu, sukni a nejstarší vinařské zařízení na světě. Vše bylo objeveno v jeskyních nedaleko obce Areni na jihu Arménie.
Arménská vysočina patří k dávným centrům lidské civilizace. Byla trvale osídlená od paleolitu. V nejstarších písemných památkách z dob Chetitů je zmínka o národu Chajasa ve 2. tisíciletí před naším letopočtem. Zda jde o předky Arménů je však nejisté. Etnogeneze arménského národa je vůbec značně nejasná, převládá nicméně pojetí, že mají indoevropský původ, geneticky jsou bližší neolitickým Evropanům než blízkovýchodním národům. V tomto období ovládli území Arménie Asyřané.

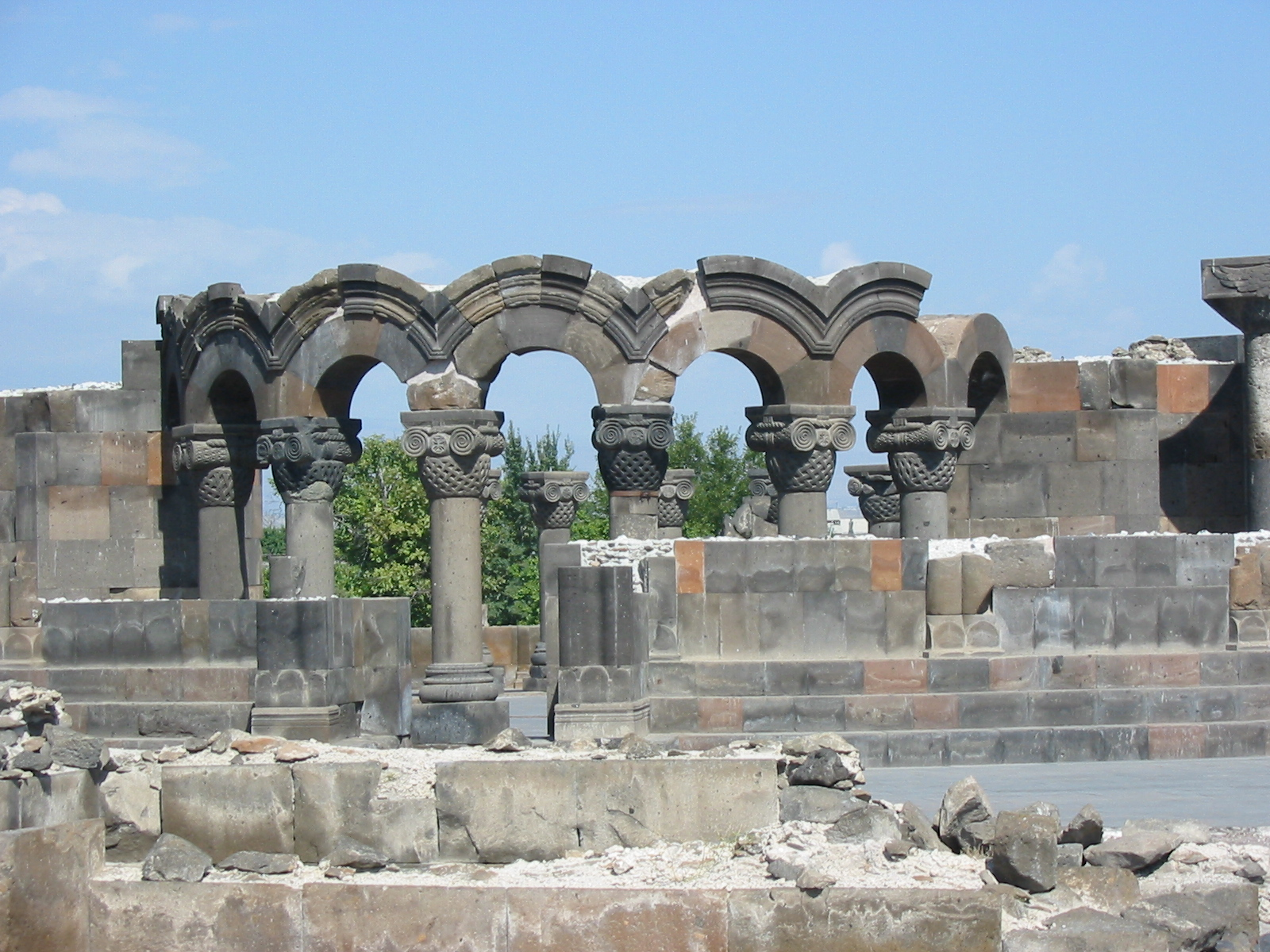
Zříceniny starověkého arménského města Zvarthnoc

Spojením arménských kmenů v 9. století př. n. l. vznikla říše Urartu v oblasti Vanského jezera. Existovala mezi lety 860–585 př. n. l. V říši Urartu byla založena mnohá opevněná města, rozvíjela se řemesla a pěstování vína. Král Argišti I. založil město Erebuni (dnešní Jerevan), do kterého pak přemístil obyvatele z obsazených měst z povodí Eufratu. Město Jerevan bylo nejstarším písemně doloženým městem na území někdejšího Sovětského svazu, založeným třicet let před Římem. Mnoho urartských památek bylo nalezeno též u jezera Sevan. V 6. století před n. l. Urartská říše zanikla po vpádu médských vojsk.

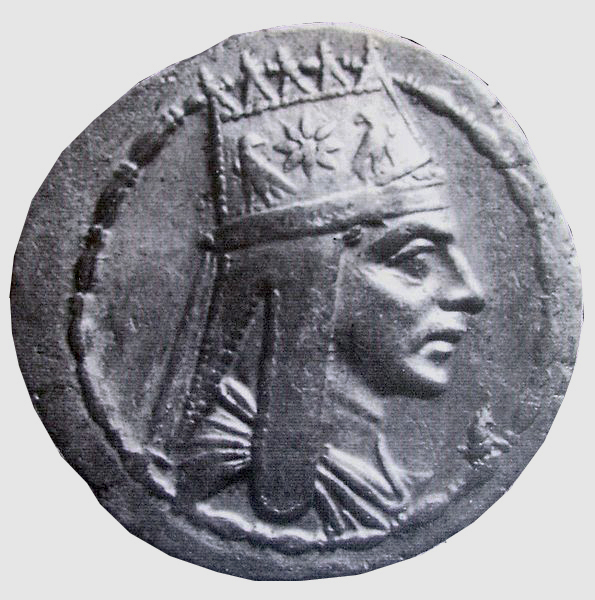
Tigranés Veliký na minci

Poté zemi ovládli Skytové a posléze Achaimenovská říše, která zde vybudovala satrapii, kterou nazvala Armina. Achaimenovci dosadili v Arménii k moci Orontskou dynastii. Ta poté, co Achaimenovskou říši rozbil Alexandr Veliký, vytvořila autonomní Arménské království, tedy státní útvar, s nímž je především spjata identita současných Arménů. Existovalo v letech 321 př. n. l. až 428, hlavním městem byl Artašat. Stalo se prvním státem, který přijal křesťanství jako své oficiální náboženství (r. 301 je zavedl král Tiridatés III.). Zásadní roli v tom sehrál Řehoř Osvětitel, který založil Arménskou apoštolskou církev. Roku 405 vytvořil kněz a vzdělanec Mesrop Maštoc unikátní, dosud užívané, arménské písmo. Vrcholnou éru prožilo království za Tigrana Velikého, pod jehož vládou se stalo nejmocnějším státem na východ od Říma. Tigranés nechal postavit město Tigranakert, v helénském stylu – Tigranés byl klíčovým reprezentantem pokusů o helenizaci Kavkazu. Nakonec byl ale Tigranakert srovnán se zemí Římany a Tigranés se stal vazalem Říma. Na malou chvíli (114–118) Římané z Arménie udělali svou provincii.

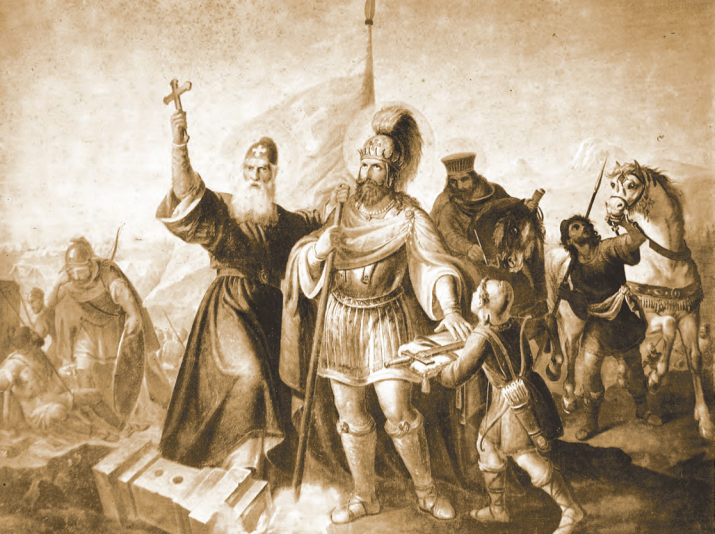
Vartan Mamikonjan

Později králové podle okolností střídali vazalství k dalším mocným impériím – Parthské říši, Východořímské říší a Sásánovské říši. Poslední zbytky autonomie zemi vzala Perská říše, která ji ponížila na pouhou svou provincii. 
Peršané se pokusili v Arménii násilně znovu zavést zoroastrismus, na což reagovala roku 450 vzpoura Vartana Mamikonjana. Arméni si křesťanství nakonec uhájili, i díky velké bitvě u Avarajru roku 451. Západní část země v letech 387–536 ovládala Byzantská říše. Arméni se díky společné víře měli šanci účastnit byzantského politického života, někteří to dotáhli dokonce na císařský trůn – Armény byli například císaři Herakleios nebo Basileios I. Roku 591 Byzanc dobyla i Peršany ovládaná arménská území.

### Středověk

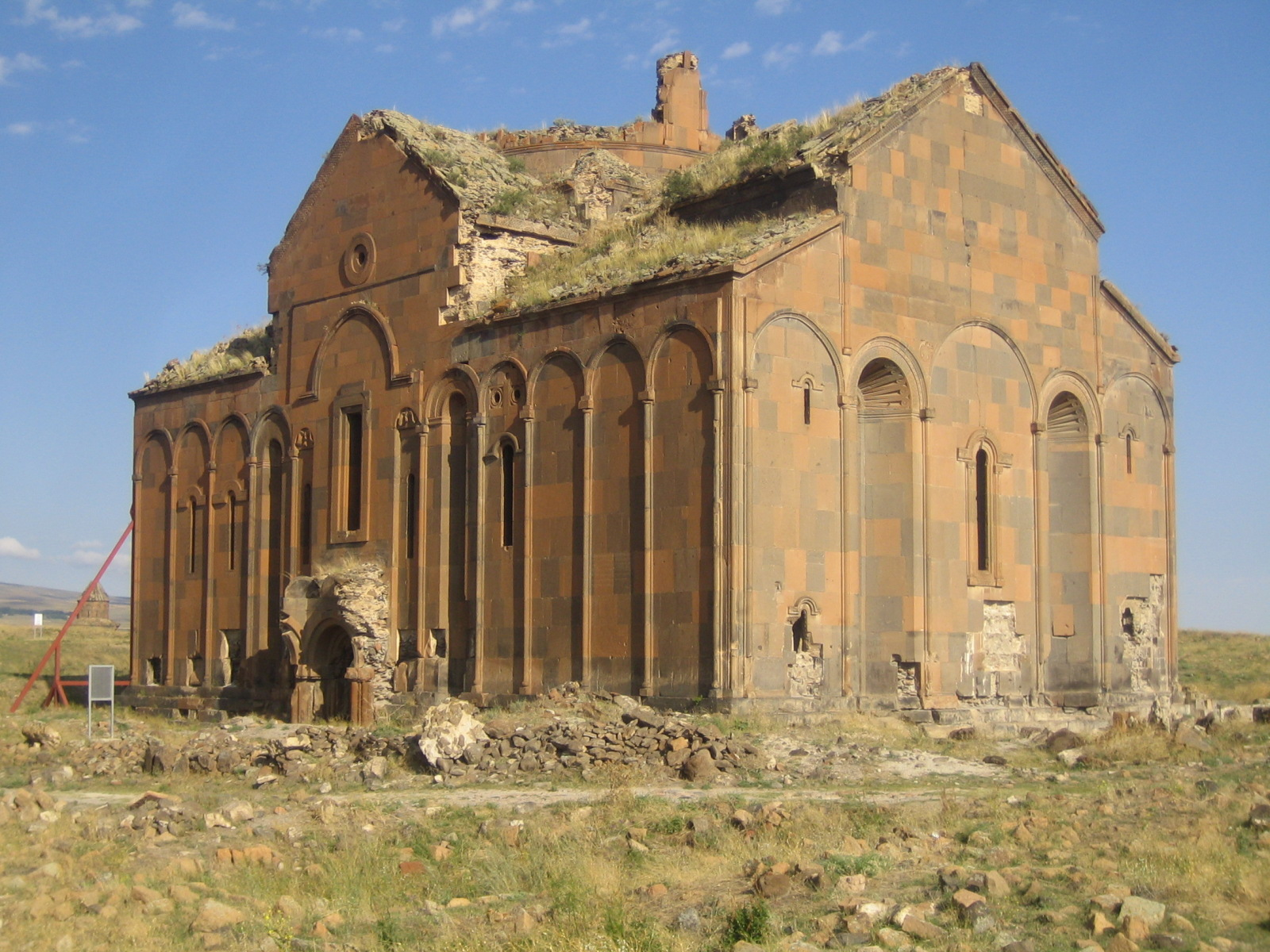
Ruiny katedrály v zaniklém městě Ani

Roku 645 však Arménii dobyli Arabové a učinili z ní provincii chalífátu pod názvem Arminiya. Arménský stát se obnovil v 9. století, bývá nazýván Bagratovská Arménie. Existoval v letech 884–1045. Zakladatelem země byl Ašot I., zvaný též Ašot Veliký, který šikovnou taktikou přiměl Byzanc a Araby, aby Arménii akceptovali jako nárazníkový stát mezi sebou. Ovládl i Gruzii, Kavkazskou Albánii a několik arabských emirátů. Stát měl postupně několik hlavních měst – Bagaran, Kars a Ani. V Ani, „městě 1001 kostelů“, žilo na vrcholu slávy až 200 000 lidí a patřilo k největším na světě (v 18. století však zcela zaniklo). Když však Byzanc na konci 10. století porazila Araby, zvýšila tlak i na Arménii. V polovině 11. století ji pak zcela ovládla.

Území arménského státu v Kilíkii

Další část země brzy urvali seldžučtí Turci, kteří nakonec zabrali i území předtím ovládnuté Byzantinci. Před islamizací tak z Arménie prchly tisíce lidí, včetně bagratovské královské rodiny. Usadili se v Kilíkii, na území dnešního Turecka (a zčásti Sýrie), při pobřeží Středozemního moře. Území tehdy ovládala Byzanc a byzantský správce Arménům umožnil zde nalézt nový domov. Ti však brzy ustavili i vlastní stát, který měl dokonce v určitých úsecích (zejména v letech 1198–1375) nezávislost. Tento státní útvar je znám jako Arménské království v Kilíkii. K upevnění arménské moci velmi přispěly křížové výpravy. V křižácích Arméni v Kilíkii získali mocné spojence. Nejvýznamnějším vládcem byl Lev I., který zdvojnásobil území království. Rozvrátili ho muslimští Mamlúkové roku 1375. Arméni z Kilíkie pak zčásti migrovali na Kypr. Ti, co zůstali, se ve 20. století zhusta stali oběťmi arménské genocidy.
Původní zakavkazská domovina Arménů byla ve 13. století nakrátko ovládnuta Mongoly a poté Peršany. Ti se o ni posléze dlouhá léta přetahovali s Osmany. Nakonec se víceméně ustálil stav, že západní Arménie byla osmanská, zatímco východní (tedy území celé současné Arménské republiky) byla safíovská, tedy perská, potažmo íránská. To platilo až do 19. století.

### Novověk

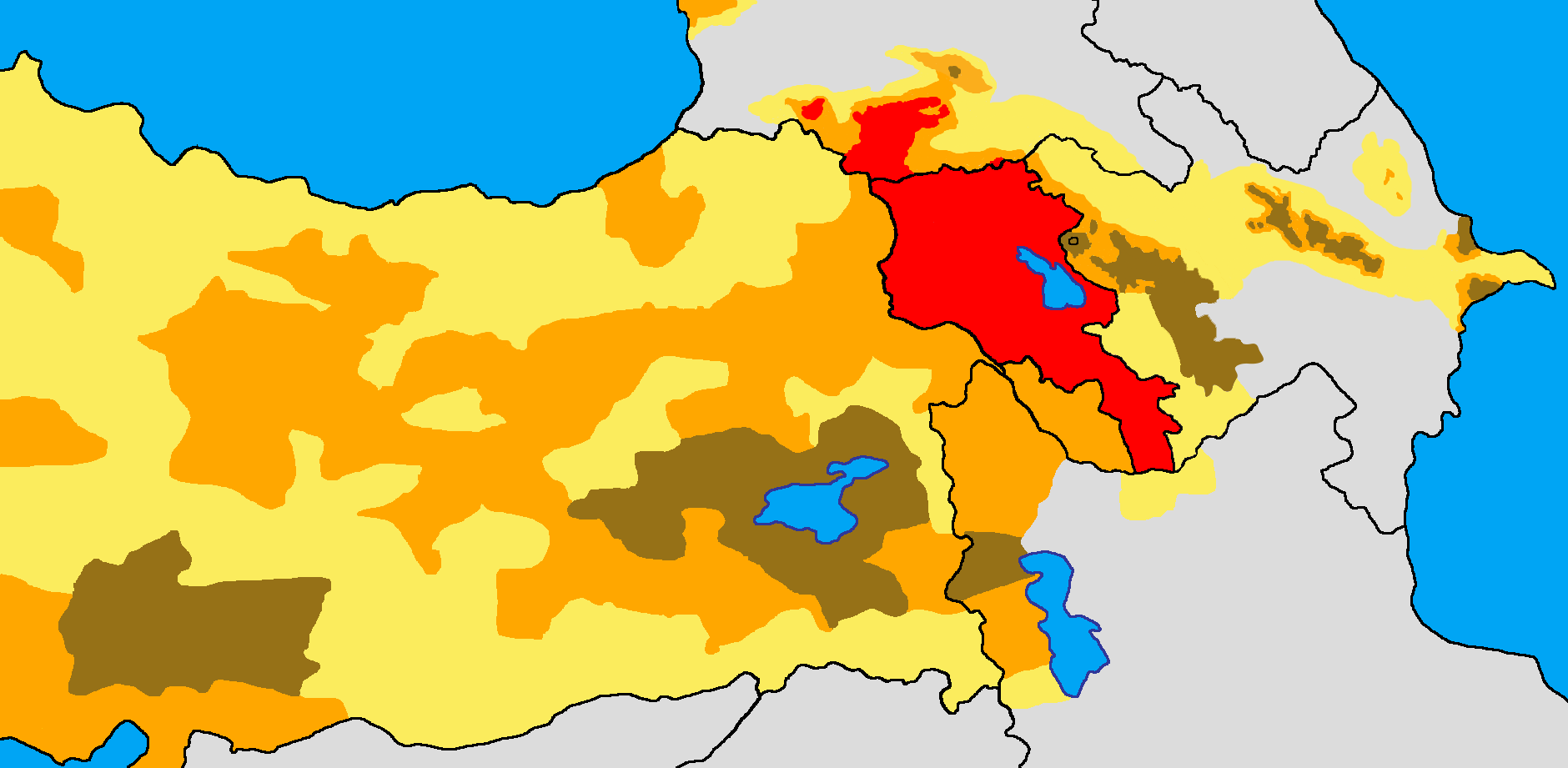
Arménské osídlení na počátku 20. století:
Přes 50%
25-50%
Arménské osídlení na počátku 21. století

Národní identitu Arménům v tomto období pomohla udržet jejich kultura, pěstovaná převážně emigranty v zahraničí. Až začátkem 19. století připadla část východní Arménie spolu s východní Gruzií carskému Rusku. Ruská vojska a arménští dobrovolníci roku 1827 ovládli celou východní Arménii (viz rusko-perská válka (1826–1828)). Car vyzval arménskou diasporu, aby se navrátila do osvobozené vlasti, kteroužto výzvu asi 60 tisíc Arménů skutečně vyslyšelo, především perských. Začala se rodit moderní arménská politika, klíčovou silou se stala Arménská revoluční federace. Na osmanských územích vytvářela vojenské jednotky, které chránily arménské vesnice před stále četnějšími masakry. Právě v tom ale nakonec neuspěla, masakry přerostly v regulérní genocidu.

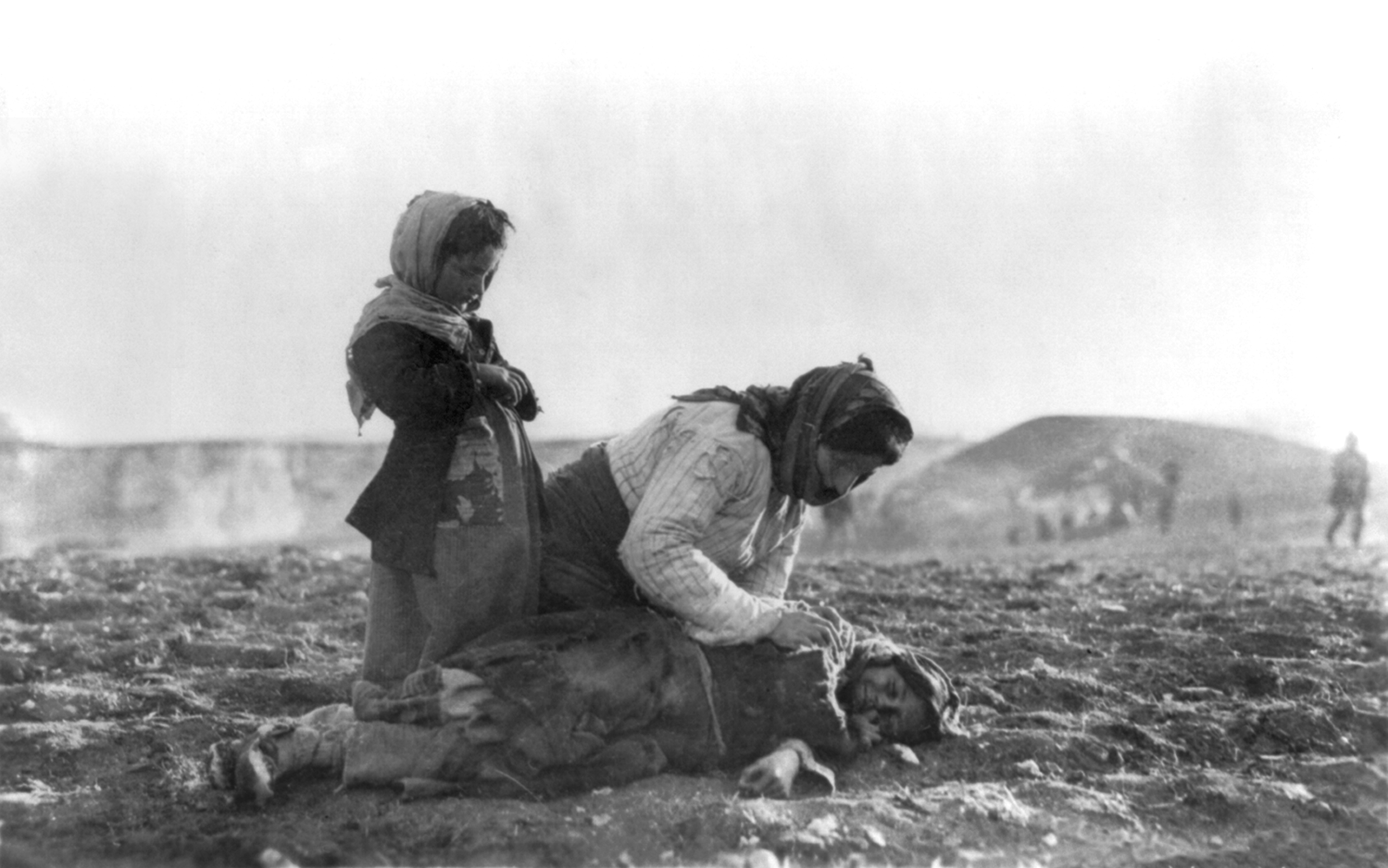
Arménská genocida

V závěru 19. století nastaly tzv. arménské řeže, při nichž přišlo o život 100–300 tisíc Arménů. Jakmile Osmané prohráli v balkánské válce roku 1913, z Evropy musely prchnout statisíce muslimů. Tito frustrovaní Turci se stali základnou radikalizace, jejíž hráz povolila s nástupem první světové války. Arméni (a také Řekové a Asyřané) na území Turecka se stali obětí genocidy, během níž přišlo o život zhruba 1,5 miliónu Arménů, dalších 100 tisíc uteklo před pronásledováním do Ruska a jiných zemí. Po válce kemalovské Turecko nejenže odmítlo odpovědnost za cokoli z dějin Osmanské říše, ale zvolilo (až do dnešních dnů) politiku zamlčování a popírání genocidy. Ostatní muslimské státy ho v tom podporují. Spojené státy pojem genocida oficiálně použily až v roce 2021, poté co poněkud oslabilo jejich spojenectví s Tureckem.

### Arménie v SSSR

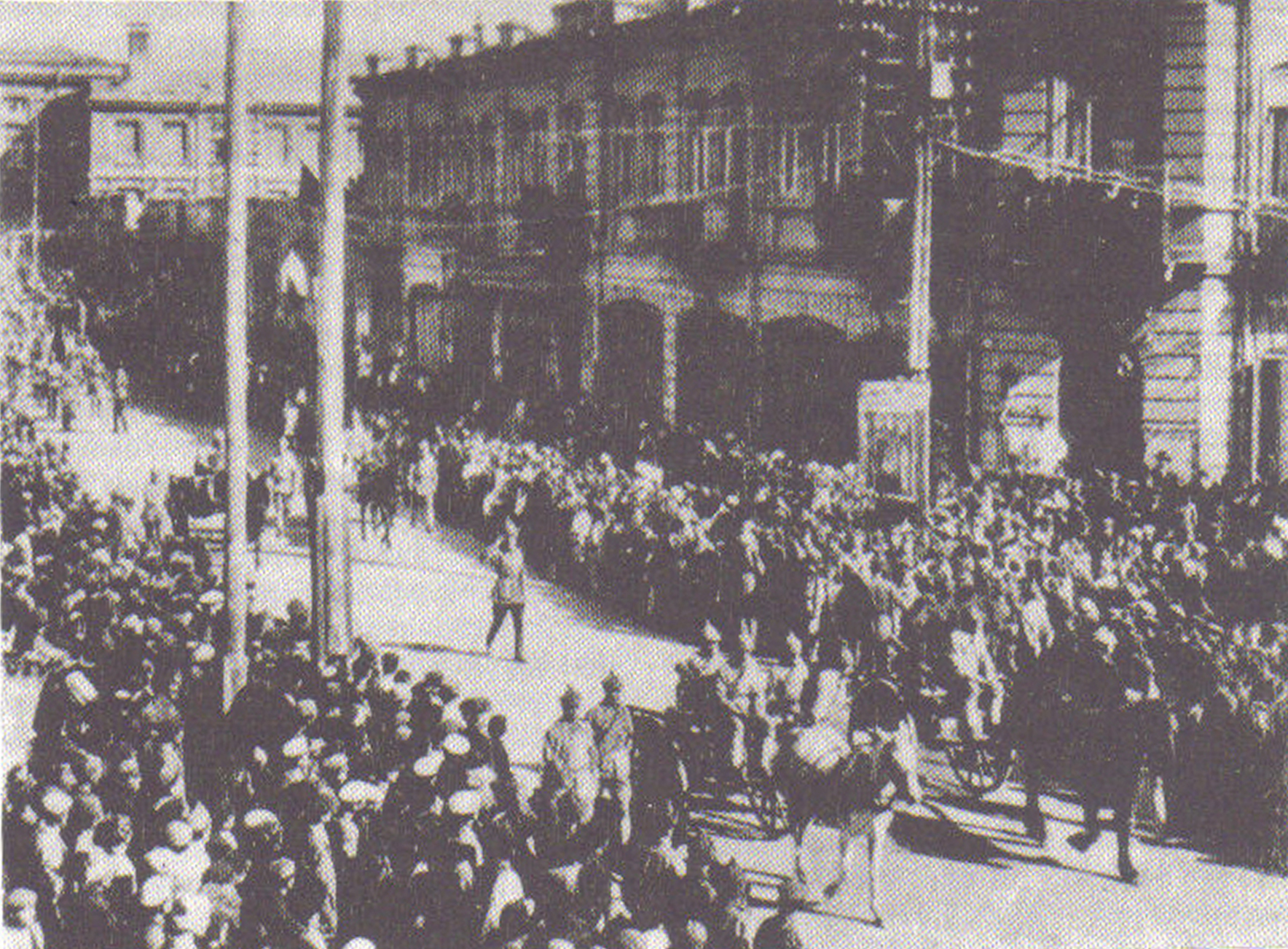
Rudá armáda vstupuje v roce 1920 do Jerevanu

Říjnová revoluce v roce 1917 vyvolala na Kavkaze neklid. Kavkazským národům se představa života pod bolševickou vládou nelíbila. Gruzíni, Arméni a muslimové z Ázerbájdžánu proto v únoru 1918 vyhlásili nezávislou Zakavkazskou demokratickou federativní republiku. Ta se však rychle rozpadla a Arméni tak vyhlásili Arménskou demokratickou republiku (v Arménii nazývanou také První republika), jež měla značné spory se sousedy o hranice (neutichly dodnes). V září 1920 na nový stát zaútočila turecká armáda. Válku Arménie prohrála a mír musela vykoupit obrovskými územními ztrátami. V listopadu 1920 arménští bolševici svrhli vládu a požádali sovětské Rusko o ochranu. I mnozí jiní Arméni v tom viděli jedinou cestu, jak Turkům neodevzdat území podle kruté mírové smlouvy. Na konci listopadu 1920 tudíž obsadila území Arménie Rudá armáda. Rusové a Turci pak v říjnu 1921 podepsali Karskou smlouvu, která upravovala hranice mezi oběma státy a skutečně zachránila pro Armény některá území. 29. listopadu 1920 byla vyhlášena sovětská vláda a o dva roky později Arménie vstoupila do Zakavkazské federace a stala se členem SSSR. Zakavkazská sovětská federativní socialistická republika zanikla v roce 1936 a vznikla Arménská sovětská socialistická republika.

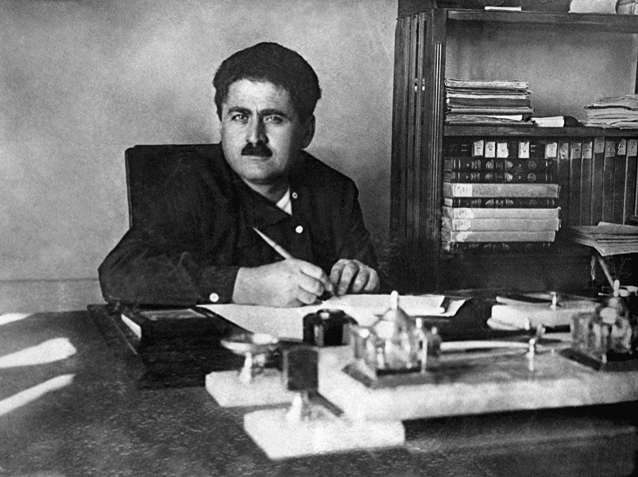
Vůdce arménských komunistů Agasi Chandžian. Popravený Stalinem roku 1936

Sovětský vůdce Josif Stalin v roce 1929 zahájil represe arménské církve. V roce 1938 zavraždil jejího vůdce Chorena Muradpekjana a uzavřel sídlo církve ve Vagharšapatu. Církev pak fungovala jako podzemní nebo v diaspoře. V rámci tzv. Velké čistky nechal Stalin zlikvidovat celé vedení Komunistické strany Arménie, mj. za pomoci jiného Arména, Anastase Mikojana. V rámci Velké čistky bylo popraveno 4 530 Arménů, obviněni byli většinou z arménského nacionalismu, nebo obvyklého trockismu. Popraven byl i slavný básník Jeghiše Čarenc. Jak bylo pro stalinistickou éru typické, přesouvaly se i tisíce lidí. Desítky tisíc Arménů byly deportovány ve 30. letech na Sibiř. K dalším deportacím Arménů z pobřežní oblasti došlo v roce 1948, kdy bylo 58 000 údajných příznivců Arménské revoluční federace a Řeků nuceno přestěhovat se do Kazachstánu.

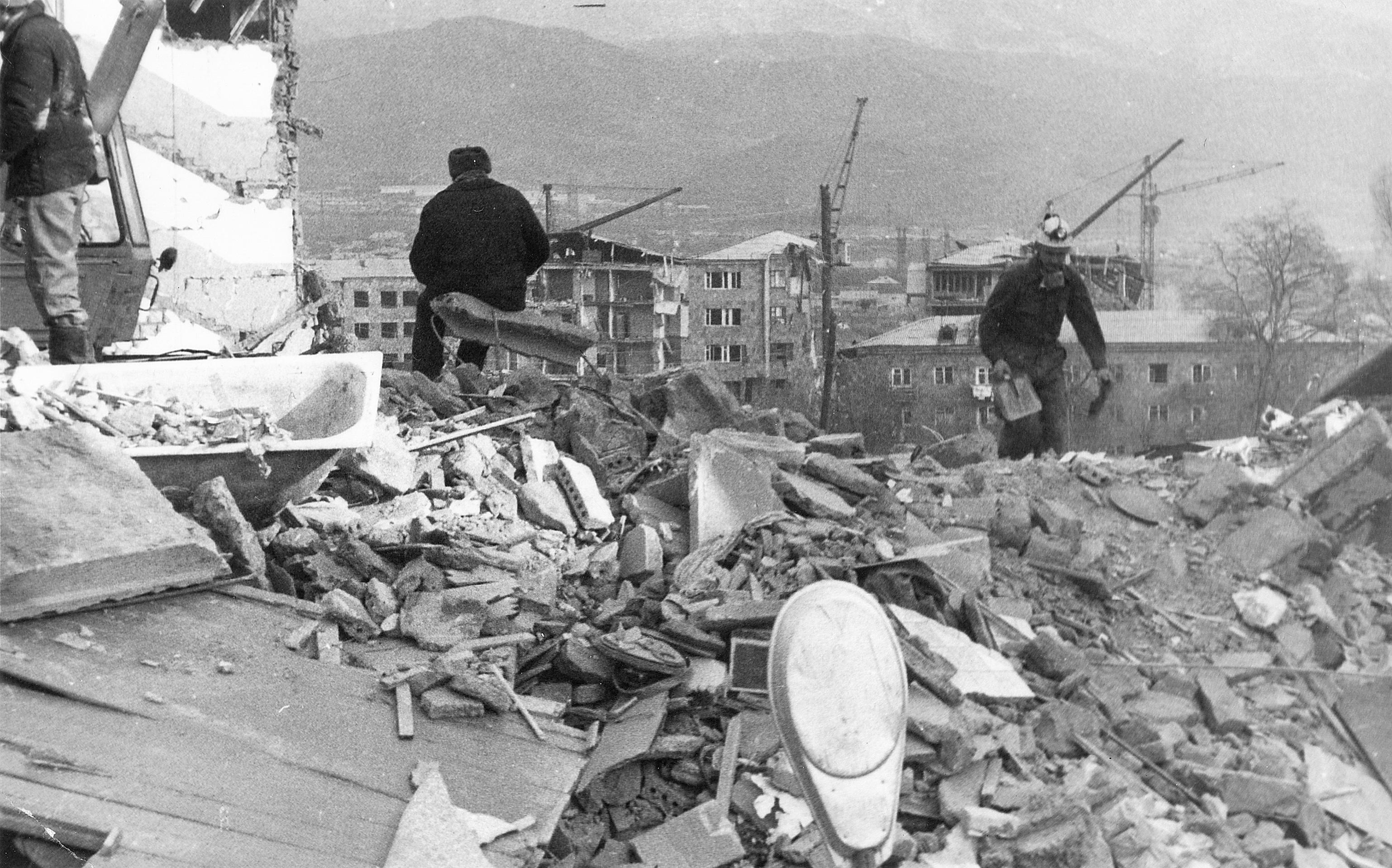
Zemětřesení v roce 1988, město Spitak

Ve druhé světové válce padlo v řadách Rudé armády čtvrt milionu Arménů. Stalin, vědom si obrovských populačních ztrát, po válce udělal kampaň mezi arménskou diasporou v zahraničí. Sovětský svaz nabídl zahraničním Arménům uhradit cestu a byt zdarma, pokud se vrátí do vlasti. 150 000 z nich tuto nabídku akceptovalo.
24. dubna 1965 zaplavily Jerevan desítky tisíc Arménů, aby připomněly světu hrůzy arménské genocidy. Jednalo se o první veřejnou demonstraci v SSSR, která měla nacionální příchuť. Protože však útočila na Turecko, které bylo členem NATO, úřady to akceptovaly.
Sovětskou Arménii postihlo v roce 1988 silné zemětřesení o síle 7,2 stupně Richterovy stupnice, v důsledku kterého zahynulo nejméně 50 000 lidí. Humanitární pomoci se, spolu s dalšími zeměmi, zúčastnilo i Československo. S touto pomocí jsou spojeny počátky české humanitární organizace Člověk v tísni.

### Spor o Náhorní Karabach

Arménie (červeně) s Náhornokarabašskou republikou (modře). Situace po roce 1994.

V roce 1920 nesouhlasil sovětský Ázerbájdžán s připojením Náhorního Karabachu, který byl z velké většiny osídlen Armény, k sovětské Arménii, a tak byl spolu s Nachičevanem roku 1923 připojen k Ázerbájdžánu. Během sovětské éry Arménie bezúspěšně usilovala o připojení Karabachu ke svému území.
Roku 1987 se zformovalo arménské hnutí za připojení k Arménii. V říjnu t. r. pak Ázerbájdžán zakázal výuku arménských dějin na karabašských školách. Snahy Moskvy o urovnání konfliktu byly neúspěšné, a tak byl Náhorní Karabach v lednu 1988 podřízen přímo ústřední vládě SSSR. S tímto postupem nesouhlasila ani jedna strana.
V roce 1988 začaly boje mezi Arménií a Ázerbájdžánem o tuto oblast, které se ještě vyostřily po rozpadu SSSR. Turecko na protest proti obsazení Náhorního Karabachu uzavřelo arménské hranice. 28. listopadu 1989 byl vrácen pod správu Ázerbájdžánu, ale Arménie ho hned 1. prosince anektovala. V letech 1991 až 1994 probíhala o karabašské území mezi oběma zeměmi válka. Dočasným východiskem se stalo příměří z 16. května 1994. Výsledkem byl Karabach z 92,5 % ovládaný arménsko–karabašskými silami, které měly pod kontrolou také dalších 5 celých okresů (a 2 částečně) mimo vlastní Karabach. Celkově tak karabašští Arméni kontrolovali 13,4 % rozlohy Ázerbájdžánu. Vojenské střety byly od roku 1988 doprovázeny exodem azerských a arménských menšin z území sousedního státu. Z Ázerbájdžánu odešlo 413 000 Arménů, zatímco Arménii v důsledku konfliktu opustilo 724 000 Azerů.

K nové eskalaci konfliktu došlo v roce 2016, kdy vypukly intenzívní boje podél celé hranice s Náhorním Karabachem.

Situace po válce v roce 2020

V červenci 2020 byly ozbrojené střety obnoveny. Ty se nepodařilo uklidnit a v září vypukla regulérní válka, tzv. druhá válka o Náhorní Karabach. Ázerbájdžánská armáda útočila s podporou Turecka, hlavní velmocenské opory alijevského režimu, Arméni se spoléhali na pomoc putinovského Ruska, která však nepřišla v takové míře, v jakou věřili. Šestitýdenní boje přinesly Ázerbájdžánu územní zisky. Podle mírové smlouvy, podepsané pod Putinovou patronací, si obě strany ponechaly kontrolu nad právě ovládanými územími – Arménie tak sice udržela většinu Náhorního Karabachu, ale Ázerbájdžánu musela odevzdat tři karabašské okresy (Kelbadžar, Ağdam a Lačin) a pozemní koridor do nachičevanské exklávy. Z původních 11 450 km², které byly před válkou pod kontrolou Republiky Arcach, se její území zmenšilo na 3 170 km². Tento výsledek byl v Ázerbájdžánu oslavován jako velké vítězství, naopak v Arménii způsobil nepokoje a krizi. Během bojů padlo asi 4 000 arménských vojáků. V pozemním koridoru mezi Arménií a oblastí Náhorního Karabachu začaly dle mírové smlouvy působit síly ruské armády. To označili pozorovatelé za geopolitické vítězství Ruska.
Arménský separatistický stát se stal závislý na úzkém Lačinském koridoru, jímž udržoval spojení s Arménií. Podle příměří z roku 2020 měl být kontrolován Ruskem, brzy se však ukázalo, že ho fakticky kontroluje Ázerbájdžán. Tím se situace arménského Karabachu stala neudržitelnou. V květnu 2023 Arménie uvedla, že je ochotná uznat Karabach za součást Ázerbájdžánu. V září 2023 Ázerbájdžán porušil příměří, provedl bleskový vojenský úder na Arcach a celé území Náhorního Karabachu dostal pod svou kontrolu. Arménský spojenec Rusko separatistům nepomohlo, patrně kvůli rostoucím sporům s Arménií a svému válečnému vytížení v konfliktu na Ukrajině. Vzápětí po dobytí Karabachu začal exodus arménského obyvatelstva z něj. Republika Arcach oznámila konec své existence k 1. lednu 2024.
Spory s Ázerbájdžánem o Karabach byly dlouho klíčovým tématem arménské politiky i geopolitiky – nutily mj. Arménii k inklinaci k Rusku, od něhož si slibovala vojenskou záštitu před Azery podporovanými Tureckem.

### Nezávislá Arménie

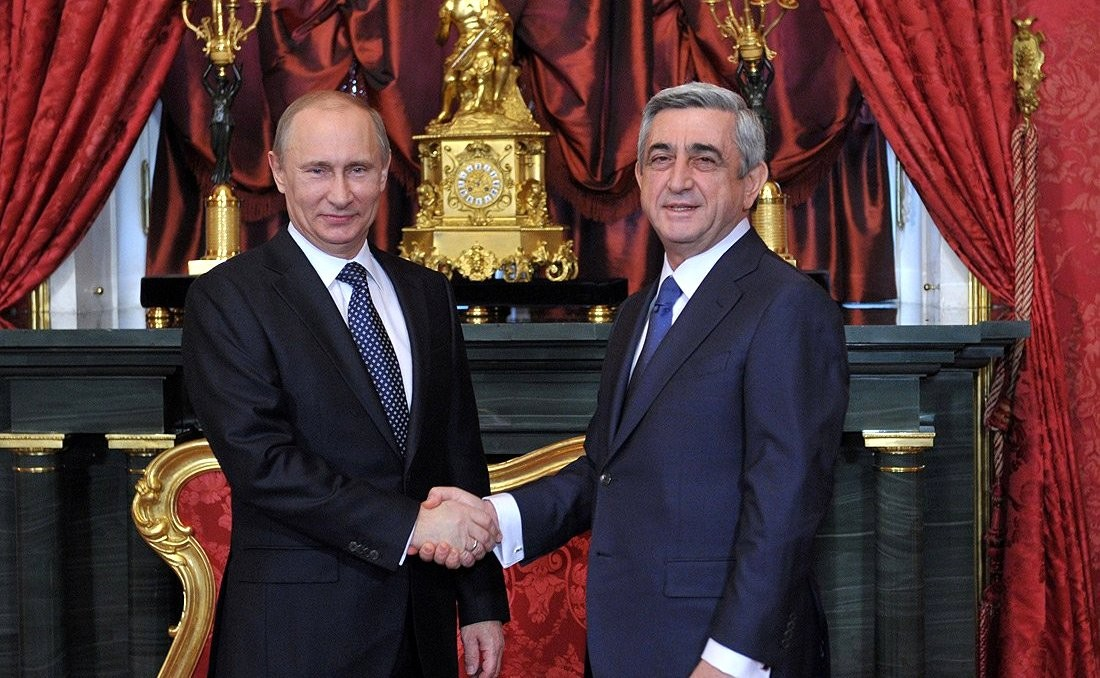
Serž Sarkisjan (vpravo) v Vladimirem Putinem roku 2012

V roce 1991 se konalo referendum o odtržení. Zastánci samostatnosti v něm drtivě zvítězili a 21. září 1991 Arménie vyhlásila samostatnost. K mezinárodnímu uznání však došlo až po rozpuštění Sovětského svazu 25. prosince 1991. Arménie se pak stala součástí SNS. Prvním prezidentem nového státu byl lidovým hlasováním 16. října 1991 zvolen Levon Ter-Petrosjan, vůdce Karabašského hnutí, jež vzniklo v roce 1988 v Arménii i Karabachu a usilovalo o připojení Horního Karabachu k Arménii.
V roce 1999 byl při zasedání parlamentu zavražděn nacionalistickými teroristy premiér Vazgen Sarkisjan, což následně vedlo k částečné ekonomické i společenské krizi v zemi.
V roce 2018 byla přijata ústavní reforma, po níž zásadní role v politickém systému přešla z prezidenta na premiéra. Prezident Armen Sarkisjan kvůli tomu v roce 2022 rezignoval, bez pravomocí neviděl způsob jak dál ovlivňovat dění v zemi.
Roku 2018 vypukly protivládní protesty, které ukončily desetiletou vládu Serže Sarkisjana a dostaly k moci Nikolu Pašinjana. Pašinjan udržel moc i po prohrané válce v Karabachu, když zvítězil ve volbách roku 2021.
V roce 2023 Ázerbájdžán podnikl rozsáhlý útok proti území v Náhorním Karabachu. Arménie poté souhlasila, že území uzná jako součást Ázerbájdžánu, podmiňuje to však zaručením bezpečí pro místní Armény. V roce 2025 podepsala Arménie s Ázerbájdžánem za mediace Spojených států amerických mírovou dohodu.

## Státní symboly

### Vlajka
Arménská vlajka je tvořena listem o poměru stran 1:2 se třemi vodorovnými pruhy: červeným, modrým a oranžovým.

### Znak
Arménský státní znak má ve štítu zobrazeny znaky čtyř království (dynastií) historické Arménie:
- 1. pole – Bagrationové
- 2. pole – Arsakovci
- 3. pole – Artašovci (Artaxidovci)
- 4. pole – Rubenidé (Rubenovci)

V srdečním štítku je zobrazena hora Ararat s Noemovou archou. Štít drží orlice (heraldicky vpravo) a lev (vlevo) a pod štítem zobrazen meč, ratolest, snop klasů, řetěz a stuha.

### Hymna
Arménská hymna je píseň Mer Hayrenik (česky Naše vlasti). Autorem písně je Barsegh Kanachyan. Slova
Mikael Nalbandian.

## Geografie

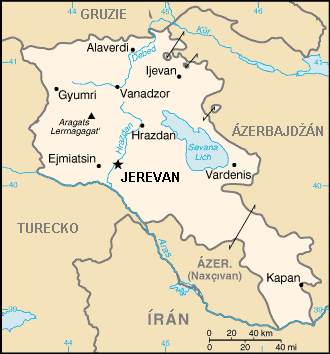
Mapa Arménie

Arménie je vnitrozemský stát ležící na území zvaném Zakavkazsko. Území Arménie má plochu 29 743 kilometrů čtverečních. Krajina je hornatá, nadmořská výška na celém území neklesne pod 390 metrů nad mořem.

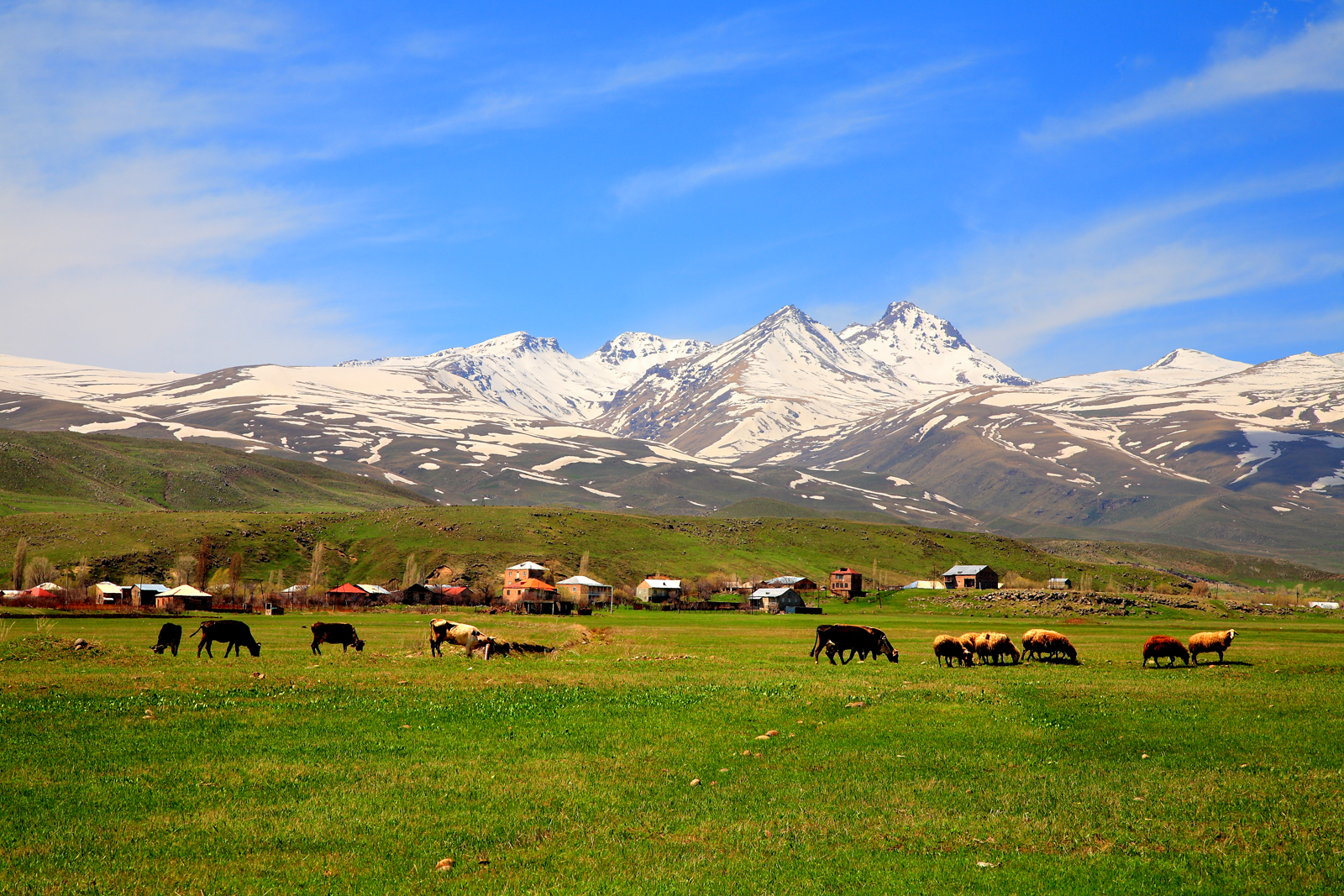
Aragac

Velkou část povrchu tvoří Arménská vysočina, která je z velké části sopečného původu. Do Arménie zasahuje i horské pásmo Malého Kavkazu a vysokohorské pohoří Ararat, kde se také nachází oficiální nejvyšší hora Arménie (Aragac, 4090 m n. m.). Arméni však za svoji považují i biblickou horu Ararat (5134 m n. m.), kterou mají dokonce ve státním znaku, která však leží asi kilometr od hranic v muslimském Turecku. Po tisíciletí obývali území kolem Araratu právě Arméni. Avšak po genocidě osmanskými Turky v letech 1913–1920 zůstalo kdysi velké Arménii pouze malé území. V době největší územní expanze v 1. století př. n. l. se arménské království rozkládalo od Středozemního až ke Kaspickému moři. Průměrná nadmořská výška Arménie je 1792 metrů nad mořem, tedy desátá nejvyšší na světě. Hory pokrývají 85,9 % povrchu, to je víc než ve Švýcarsku nebo v Nepálu.

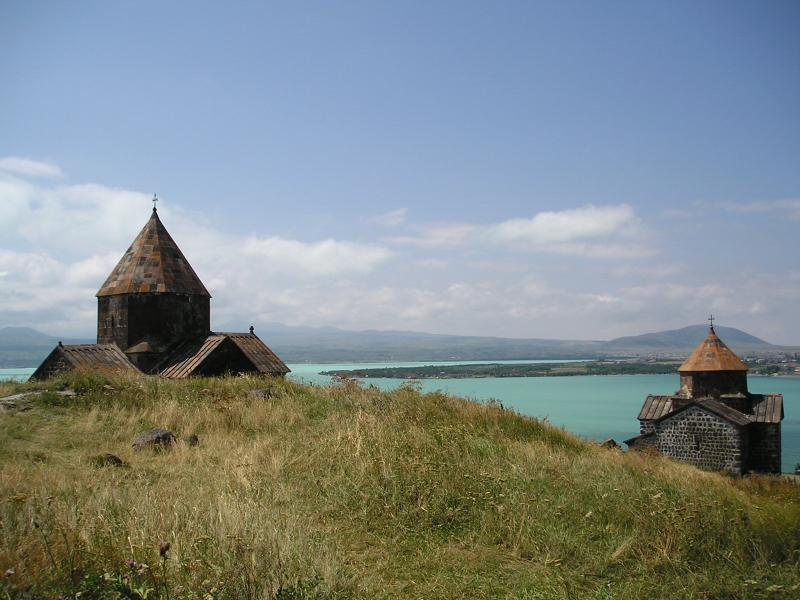
Jezero Sevan

Významnou řekou je Araks, která tvoří hranici s Tureckem a Íránem. Většinu Arménie odvodňuje právě Araks nebo jeho přítok Hrazdan. Tok Araksu na území Arménie je dlouhý 158 km, je tak nejdelší arménskou řekou. Druhou nejdelší je Achurjan, třetí Vorotan, další dva z přítoků Araksu. Všechny arménské řeky jsou odvodňovány do Kaspického moře. Největším jezerem je Sevan, největším i na celém Kavkaze. Má rozlohu 1264 kilometrů čtverečních a jde o jedno z největších sladkovodních vysoko položených jezer na světě (nachází se v nadmořské výšce 1900 m n. m.). Je napájeno 28 řekami. Pouze 10 % přitékající vody je odváděno řekou Hrazdan, zatímco zbývajících 90 % se odpařuje. Jezero poskytuje asi 90 % ryb a 80 % raků v Arménii.
Klima je převážně kontinentální, vyznačující se velmi horkými léty a velmi chladnými zimami. Nízká úroveň vlhkosti však zmírňuje vliv vysokých teplot. Kvůli suchému létu zde převládají polopouštní a stepní vegetace. Jara jsou krátká, zatímco podzimy jsou dlouhé. Řídké lesy pokrývají pouze sedminu území. Kvůli hornaté krajině je rozšiřování zemědělských oblastí obtížné.
V roce 1988 zemi postihlo zemětřesení o síle 7,2 stupně magnitudy, které připravilo o život více než 50 000 lidí především ve městech Spitak, Leninakan (dnes Gjumri) a Kirovakan (dnes Vanadzor).

## Politický systém

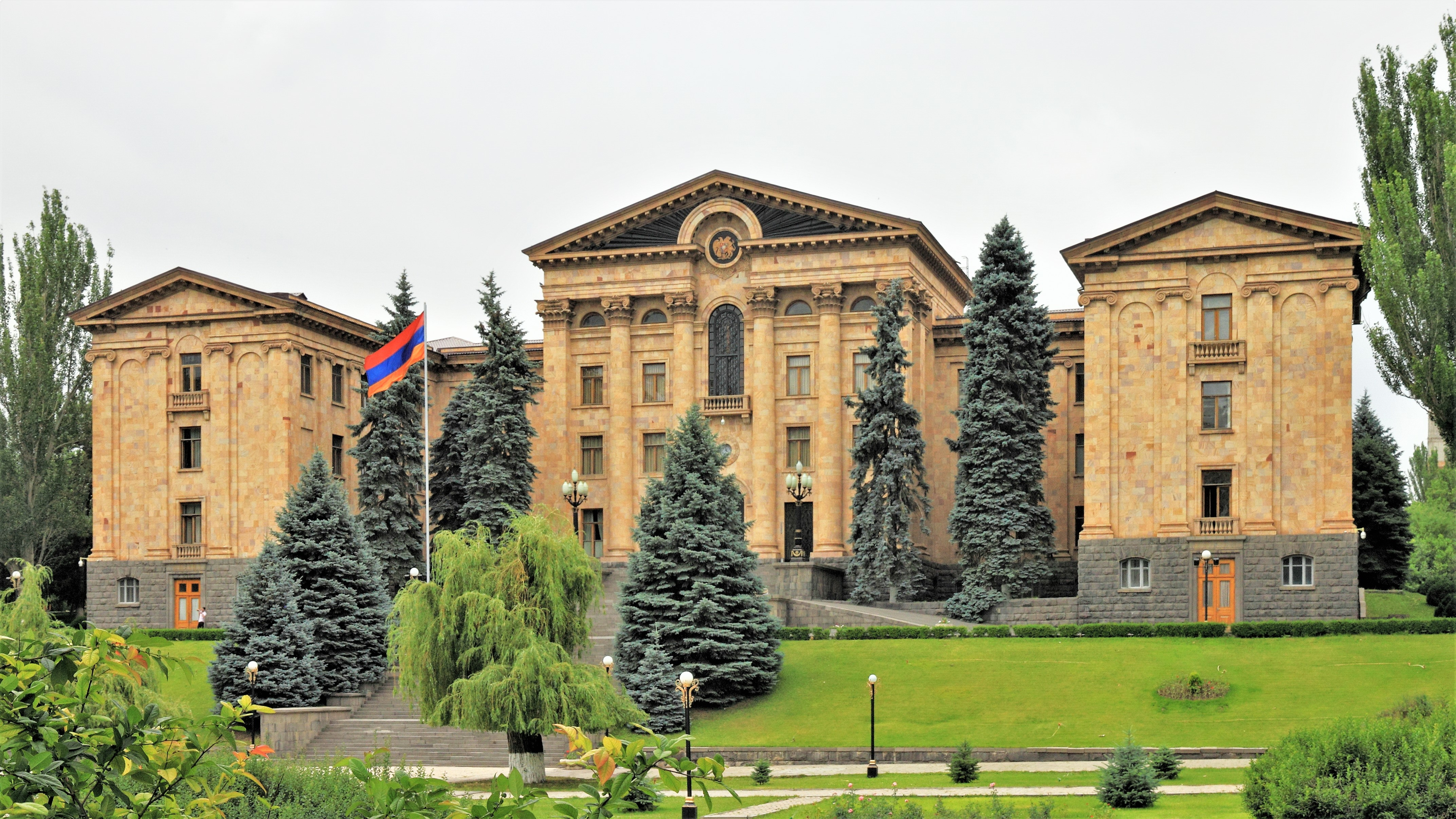
Budova Národního shromáždění

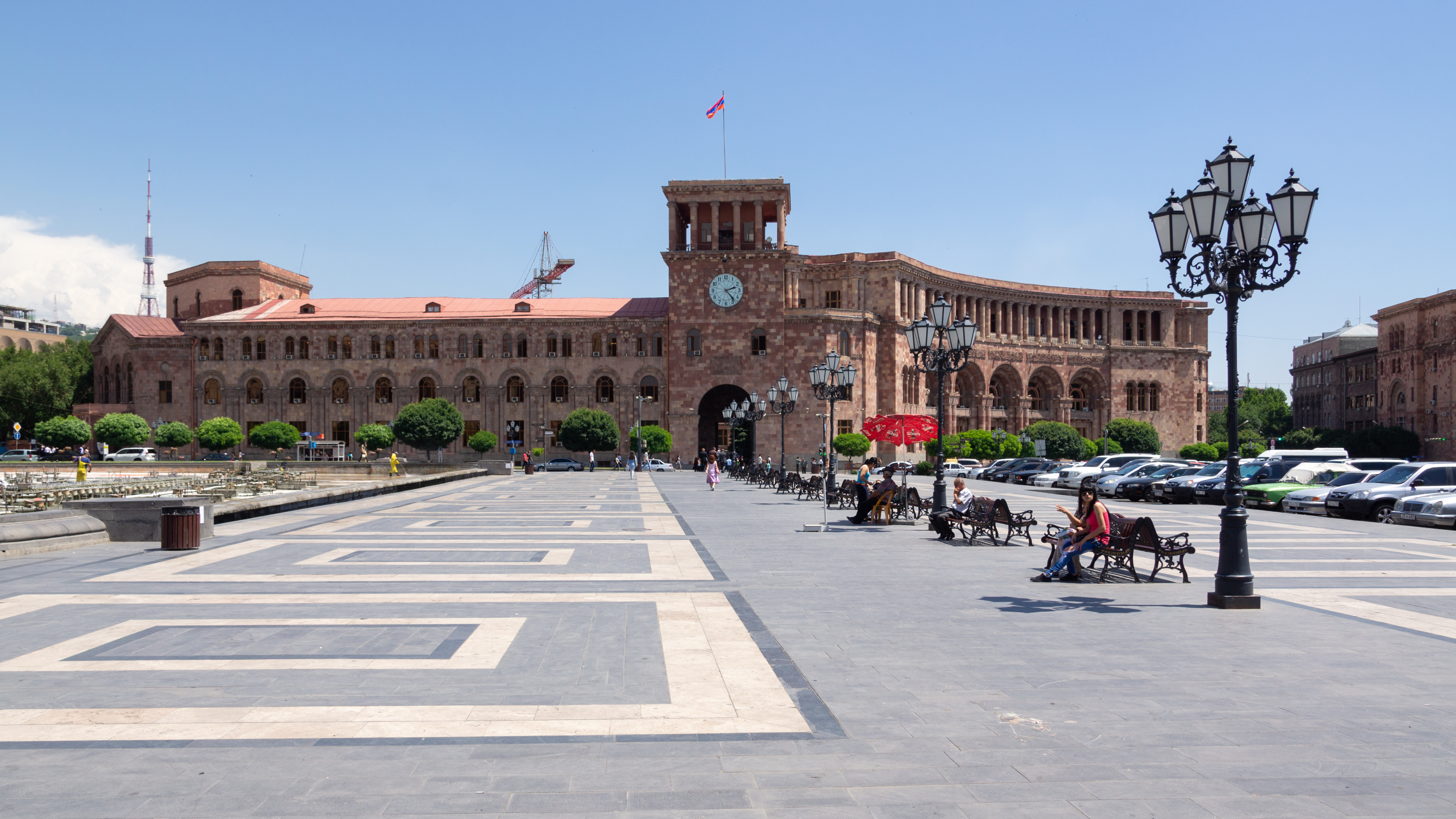
Sídlo vlády

Arménie je zastupitelská parlamentní demokratická republika.  Podle ústavy až do roku 2018 fungovala jako poloprezidentská republika. 
Podle současné arménské ústavy je prezident hlavou státu, která má převážně reprezentativní funkce, zatímco předseda vlády stojí v čele vlády a má výkonnou moc. Zákonodárnou moc má od roku 1995 Národní shromáždění, což je jednokomorový parlament, který má 105 členů. Arménie má všeobecné volební právo pro osoby starší osmnácti let.
Vzhledem k špatným historickým zkušenostem má Arménie komplikované vztahy se dvěma sousedy, Tureckem a Ázerbájdžánem. To vede arménskou zahraniční politiku k udržování úzkých vztahů s Ruskem, jež do značné míry garantuje arménskou bezpečnost. Arménie se připojila k celní unii Běloruska, Kazachstánu a Ruska a k Eurasijské hospodářské unii. Na druhou stranu sympatizuje Arménie také se západním světem a snaží se budovat dobré vztahy s EU a NATO. Roku 2011 začala jednání o partnerství s EU. Arménie se podílela na operaci NATO v Kosovu (KFOR). Tradičním spojencem Arménie v Evropě jsou Francie a Řecko; v obou zemích žije velká arménská komunita. Spolupráce Arménie s Ruskem je ale v západním světě přijímána s nevůlí. Organizace Freedom House, financovaná přímo americkou vládou, označila roku 1999 a znovu v roce 2007 Arménii jen za "částečně svobodnou zemi" a roku 2008 dokonce za poloautoritářský režim.
Všechny volby od roku 1995 vyhrála Republikánská strana Arménie (Hajastani Hanrapetakan Kusaktsutjun). Tato nejvlivnější síla v zemi také vždy sestavovala vládu. Je označována za nacionálně-konzervativní. Hlásí se k ideologii zvané tseghakronismus, která zdůrazňuje spjatost arménské identity s náboženstvím a církví. Hlavním tvůrcem této ideologie byl politik Garegin Nzhdeh, klíčová postava první arménské republiky (1918–1921), jehož antikomunismus jej ovšem za druhé světové války přivedl ke spolupráci s německými nacisty. Tseghakronismus je i kvůli tomu někdy označován za rasistickou ideologii. Výhrady k němu kvůli tomu mají i někteří představitelé Republikánské strany Arménie, formuloval je například arménský premiér Andranik Markarjan. Jiní republikáni vnímají tseghakronismus spíše jako historický relikt a posouvají stranu k neideologickému středu. Představitel Republikánské strany Arménie Serž Sarkisjan byl prezidentem od roku 2008 do roku 2018. Hegemonii strany odstranily až nepokoje roku 2018 a nástup strany Společenská smlouva (K'aghak'atsiakan pajmanagir) Nikoly Pašinjana.

### Administrativní dělení

Arménské provincie

Arménie se dělí na 10 provincií (marzer, sg. marz) a hlavní město:
1. Aragacotn (Արագածոտնի մարզ, Aragac'otni marz)
2. Ararat (Արարատի մարզ, Ararati marz)
3. Armavir (Արմավիրի մարզ, Armaviri marz)
4. Gegharkunik (Գեղարքունիքի մարզ, Gegharkhunikhi marz)
5. Kotajk (Կոտայքի մարզ, Kotajkhi marz)
6. Lorri (Լոռու մարզ, Lorru marz)
7. Širak (Շիրակի մարզ, Širaki marz)
8. Sjunik (Սյունիքի մարզ, Sjunikhi marz)
9. Tavuš (Տավուշի մարզ, Tavuši marz)
10. Vajoc Dzor (Վայոց Ձորի մարզ, Vajocʰ Dzori marz)
11. Jerevan (Երևան, Jervan)

## Ekonomika

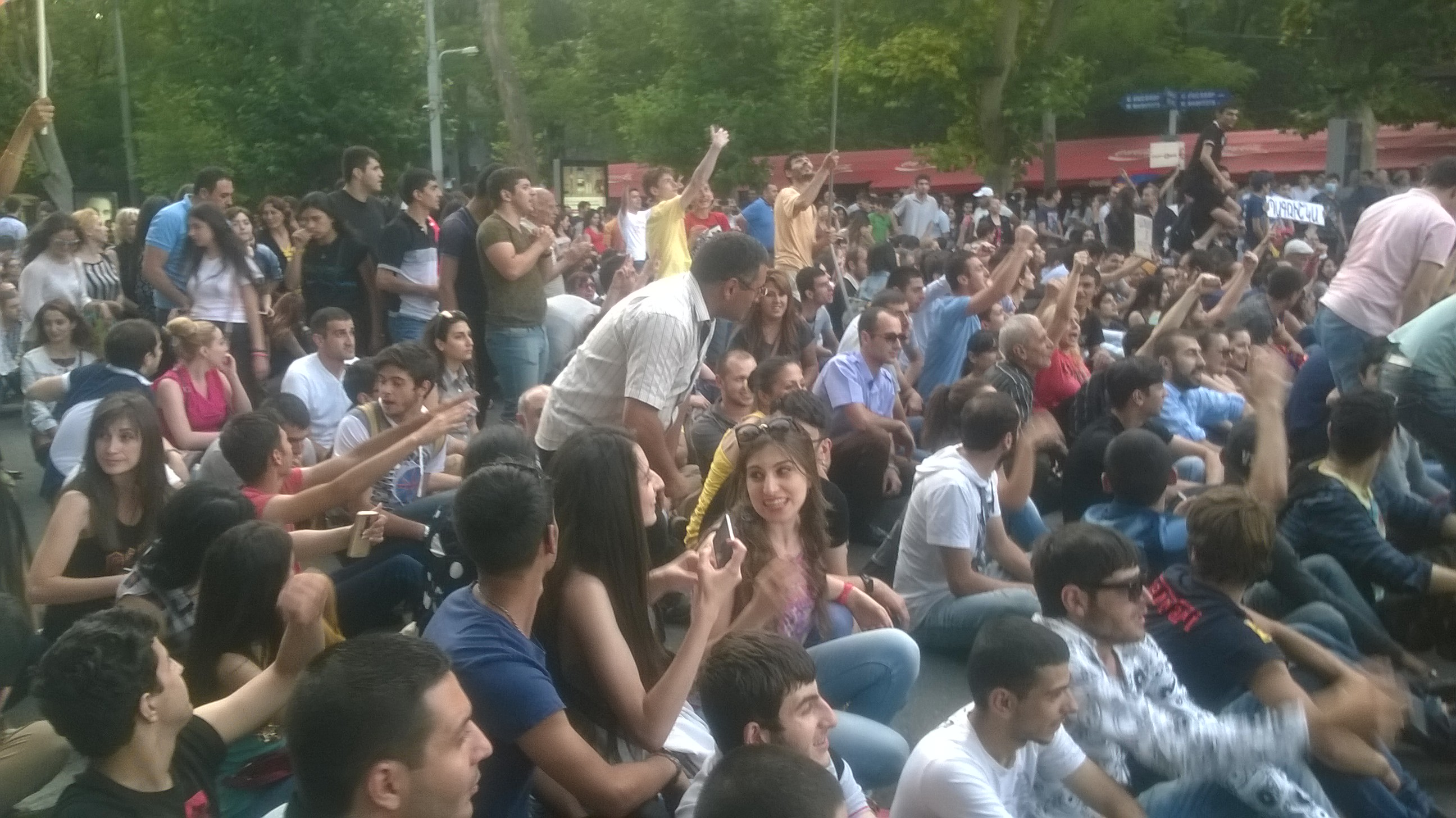
Protesty proti zdražování elektřiny v červnu 2015

Připojení Arménie k SSSR mělo výrazný vliv na rozvoj průmyslu. Ze země se pomalu stal rozvinutý průmyslovo-zemědělský stát. Arménie vyvážela stroje, textil a spotřební výrobky. Po rozpadu SSSR v roce 1991 země zrušila zemědělská družstva a o zemědělskou výrobu se starají drobní rolníci. Průmysl prošel začátkem 90. let obdobím stagnace, ale nová vláda začala s liberalizací ekonomiky. Ta od roku 1995 zaznamenává růst.
Významnou je v zemi těžba barevných kovů, zejména mědi, olova, zinku, železné rudy, zlata a stříbra. V zemi se také zpracovávají diamanty a vyrábějí šperky. Pilířem ekonomiky je také potravinářský průmysl, výroba automobilů, pneumatik a elektromotorů a přesné strojírenství. Tradiční je textilní výroba (zejm. koberce, pletené zboží a obuv) a výroba hudebních nástrojů.
Vzhledem k hornaté krajině lze k zemědělství využít jen 46 % plochy země. Většina obdělávané půdy leží nad hranicí 1000 m n. m. Z toho vyplývá specializace na pěstování rostlin, ovoce (zejm. broskve, meruňky a švestky) a vína. 
Dlouhodobým problémem arménského hospodářství je poměrně vysoká nezaměstnanost (18,5 procenta v roce 2015), proti tomu růst HDP je ve srovnání se západní Evropou rychlý (7,2 procenta roku 2012, 3,7 procenta v roce 2015).

### Energetika

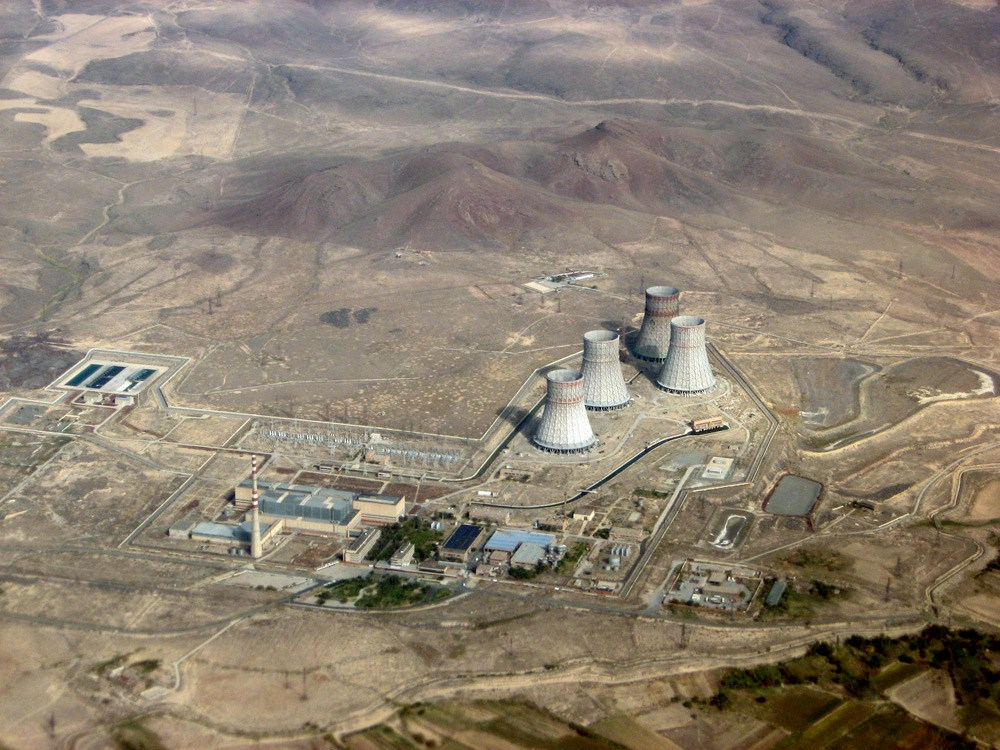
Jaderná elektrárna Mecamor

Arménie patří k několika málo zemím v Asii, které provozují jadernou elektrárnu, Jedná se o Jadernou elektrárnu Mecamor, která se nachází přibližně 30 kilometrů západně od hlavního města Jerevanu. Byla postavena již v 70. letech, má tedy sovětský typ reaktorů. Zemětřesení v roce 1988 způsobilo odstavení a následné uzavření elektrárny. Ázerbájdžán a Turecko však svojí ekonomickou a přepravní blokádou následně způsobili výpadky elektřiny v Arménii. V některých oblastech musela vláda omezit dodávky elektřiny na hodinu denně. Roku 1993 tak rozhodla o znovuspuštění druhého bloku. Elektrárna dnes dodává do sítě asi 40 % spotřeby elektřiny v Arménii. Je považována za jednu z nejnebezpečnějších jaderných elektráren na světě. Jako jedna z mála dnes provozovaných elektráren nemá ochranný kontejnment, který by při výbuchu zadržel trosky, a navíc leží v relativně tektonicky aktivní oblasti. Životnost elektrárny měla vypršet v roce 2016, kvůli jejímu významu byla ale prodloužena s tím, že reaktor bude modernizován za účasti Ruska. V roce 2022 Rusko a Arménie podepsali memorandum o výstavbě nového jaderného bloku poblíž Mecamoru.

### Doprava

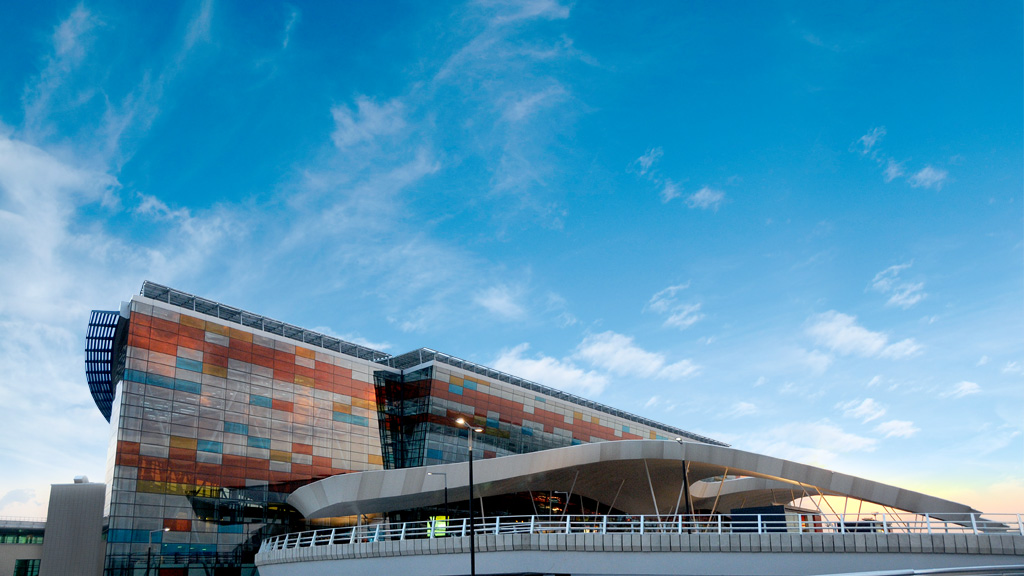
Mezinárodní letiště Zvartnots

Největším mezinárodním letištěm v zemi je letiště Zvartnots. Leží asi 12 km západně od hlavního města. Otevřeno bylo v roce 1961. V roce 2001 ho na třicet let získala do užívání argentinská společnost Corporación America vlastněná podnikatelem arménského původu Eduardo Eurnekianem, pátým nejbohatším Argentincem. V roce 2013 bylo letiště na Emerging Airports Conference and Exhibition v Dubaji vyhlášeno nejlepším letištěm Společenství nezávislých států.
Arménská síť veřejné dopravy hustě spojuje hlavní města a mnoho vesnic. Ve velkých městech, jako je Jerevan, Gyumri, Vanadzor nebo Armavir, jsou autobusová nádraží vybavena čekárnou a pokladnou, v jiných městech jsou autobusová nádraží jen parkoviště bez přístřešků. Trasy jsou většinou obsluhovány technicky zastaralými minivany GAZelle s kapacitou pouze 15 cestujících. Autobusový systém má problémy s kapacitou, zejména v Jerevanu, kde jsou vozidla vždy přetížena. Vlaky a metro nabízejí vyšší standard a fungují spolehlivě, ale obsluhují pouze několik tras. V Jerevanu neexistuje systém jízdenek, cestující platí řidiči při výstupu. Cestující na vnitrostátních autobusových linkách si mohou zakoupit jízdenku v pokladnách na autobusových stanicích nebo zaplatit řidiči před nástupem do vozidla. Vlakové jízdenky se prodávají na železničních stanicích. Časy odjezdů a jízdné jsou zveřejněny na webu Transport for Armenia.

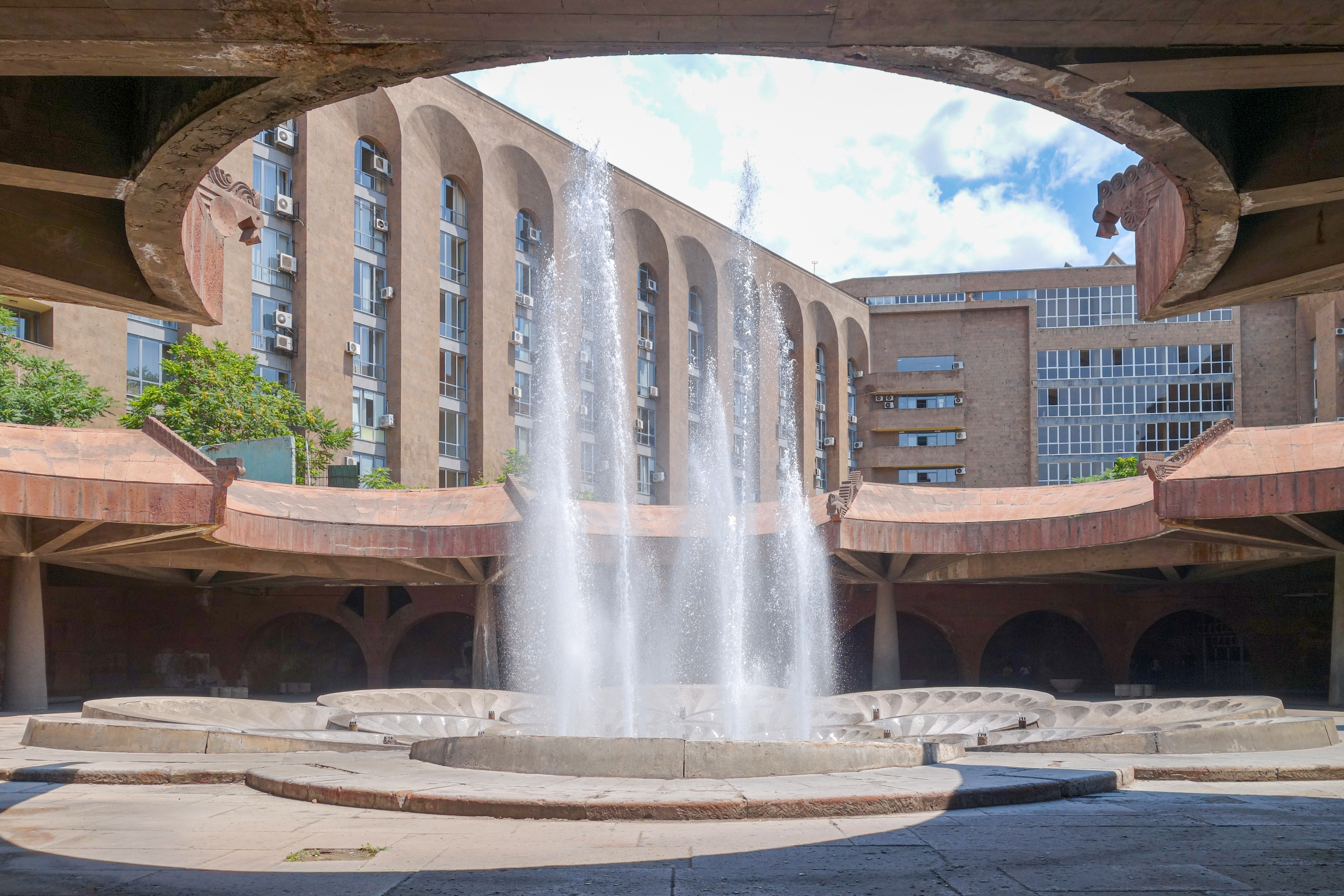
Vstup do stanice metra Náměstí republiky v Jerevanu

V hlavním městě Jerevanu existuje systém metra. Od roku 1999 nese název Jerevanské metro Karena Demirčjana. Metro má jednu trasu o délce 13,4 kilometru, na níž se nachází deset stanic. Jeho výstavba začala roku 1972 a otevřeno bylo v roce 1981, jakožto osmé metro v SSSR (tehdy mělo čtyři stanice a 7,6 kilometru). Metro si získalo velkou oblibu a důvěru cestujících zejména po roce 1988, kdy odolalo velkému zemětřesení, jež Arménii toho roku postihlo; fungovalo již druhý den po zemětřesení. Cestující podzemní dráhou musí zakoupit plastový žeton u pokladny a použít žeton k otevření turniketu ve stanici.
Dne 1. prosince 2021 Arménie zahájila vlastní trajektovou přepravu svého zboží z gruzínského přístavu Poti do ruského Port Kavkazu. Tato trajektová doprava je napojena na arménský a na euroasijský železniční systém, čímž dochází ke zvýšení konkurenceschopnosti arménské ekonomiky s Ruskem, Běloruskem a Kazachstánem.

## Obyvatelstvo

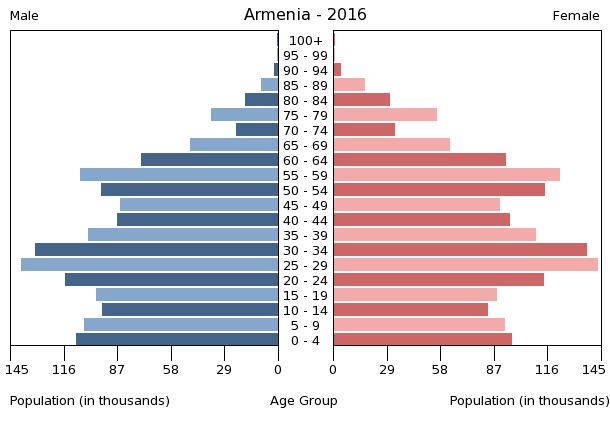
Populační pyramida v roce 2016

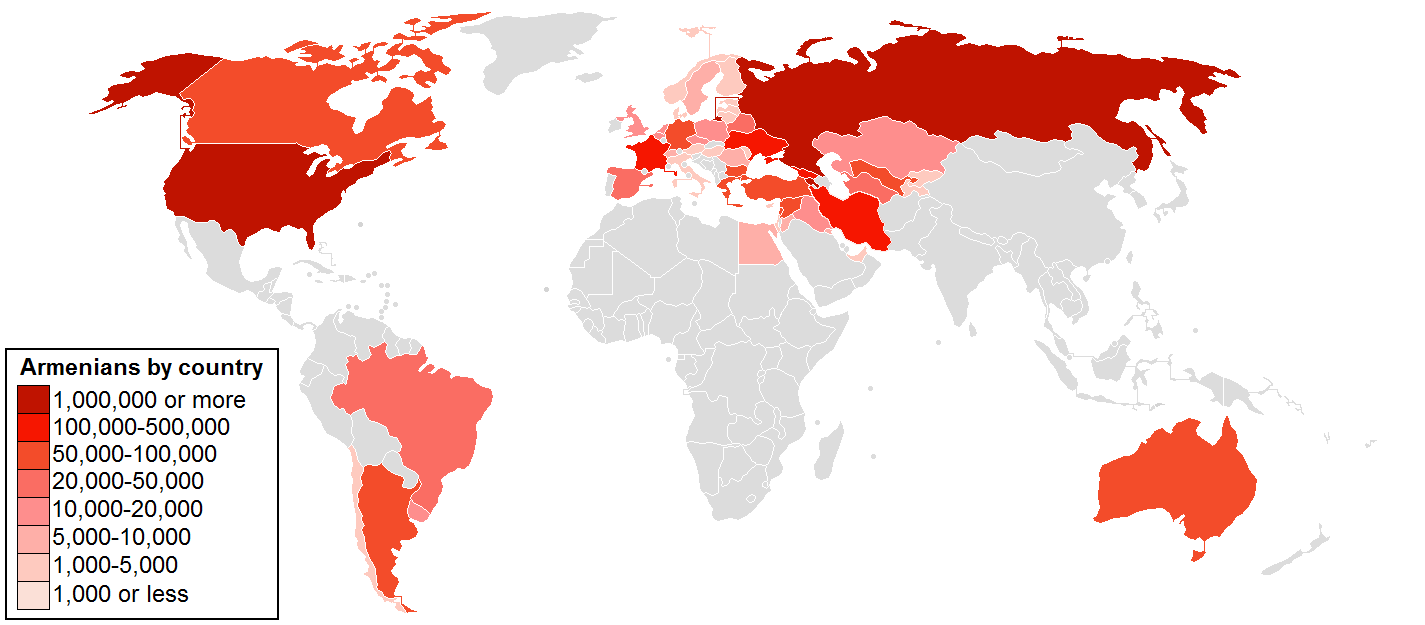
Arménské obyvatelstvo ve světě (diaspora)

Arménie má k roku 2024 3 015 400 obyvatel a je třetí nejhustěji osídlenou z bývalých sovětských republik. Po rozpadu Sovětského svazu se vyskytl problém s poklesem počtu obyvatel v důsledku zvýšené míry emigrace. V posledních letech se míra emigrace snížila a od roku 2012 lze pozorovat dokonce určitý nárůst počtu obyvatel.
Arménie má poměrně početnou zahraniční diasporu (podle některých odhadů 8 milionů, což výrazně převyšuje 3 miliony obyvatel samotné Arménie), jejíž komunity existují po celém světě. Největší arménské komunity mimo Arménii lze nalézt v  Rusku, Francii, Íránu, Spojených státech, Gruzii, Sýrii, Libanonu, Argentině, Austrálii, Kanadě, Řecku či Izraeli (prastará tisícová komunita ve starém Jeruzalémě). V Turecku stále žije 40 000 až 70 000 Arménů (většinou v Istanbulu a jeho okolí).
 

Národnostně je Arménie mimořádně homogenní: 98,1 % obyvatel tvoří Arméni; následují jezidští Kurdové (1,1 %) a Rusové (0,5 %). V minulosti tvořili významnou menšinu v Arménii Azerové, na konci 80. let asi 2,5% obyvatel, ovšem odešli ze země po začátku konfliktu o Náhorní Karabach. V protisměru z Ázerbájdžánu zamířilo do Arménie mnoho etnických Arménů. 139 000 jich žije v Náhorním Karabachu, kde tvoří většinu obyvatel. 

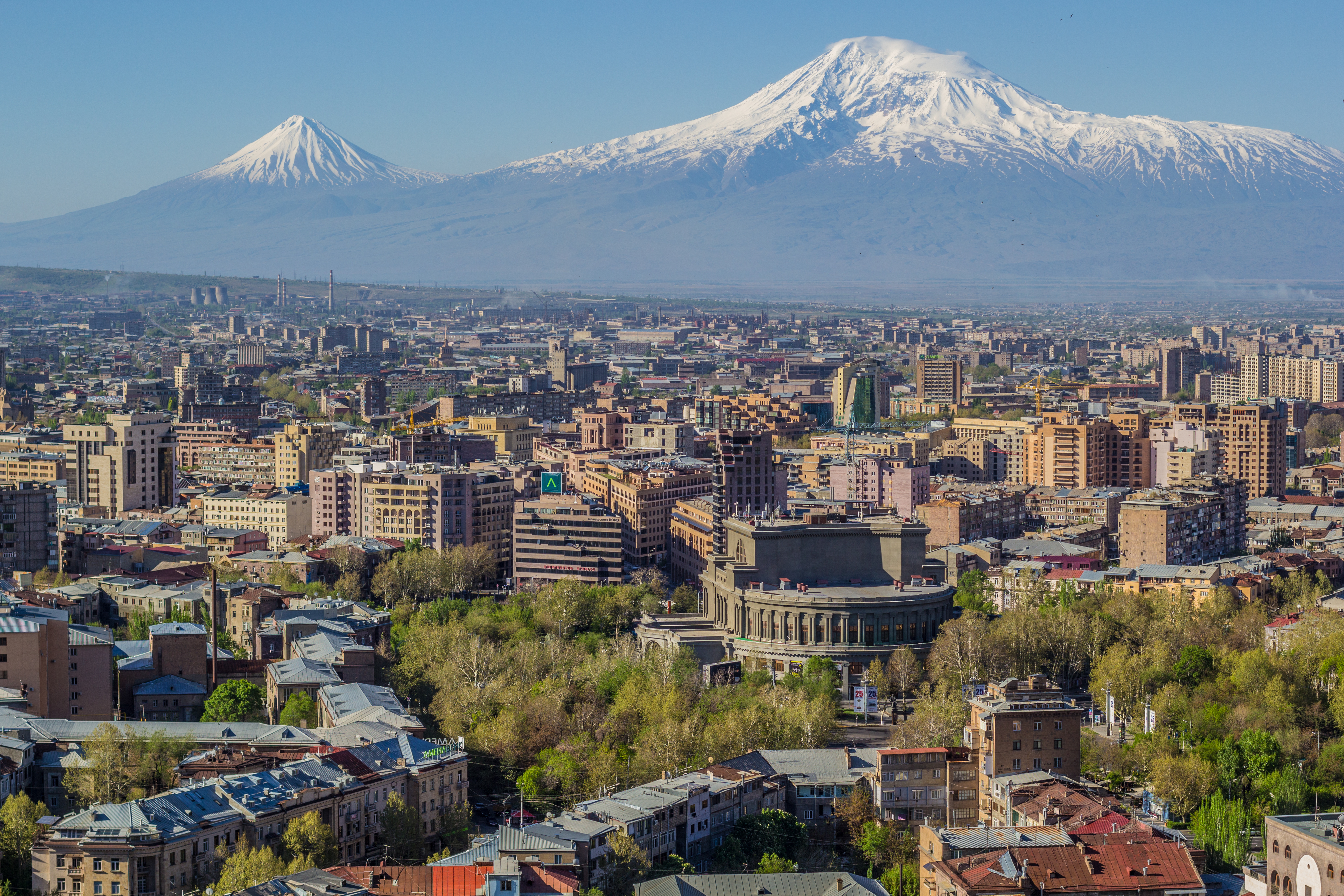
Hlavní město Jerevan, v pozadí hora Ararat

Jediným oficiálním jazykem v zemi je arménština. Arménštinou mluví drtivá většina obyvatel, okolo 96 %. Mnoho lidí v zemi (95%) velmi dobře ovládá i ruštinu, což je dáno historickou i současnou spoluprací s Ruskem. Arménština je pro cizince obtížná především proto, že užívá specifické, prastaré originální písmo. Tvůrcem této unikátní arménské abecedy byl Mesrop Maštoc, a to již roku 405.

### Náboženství

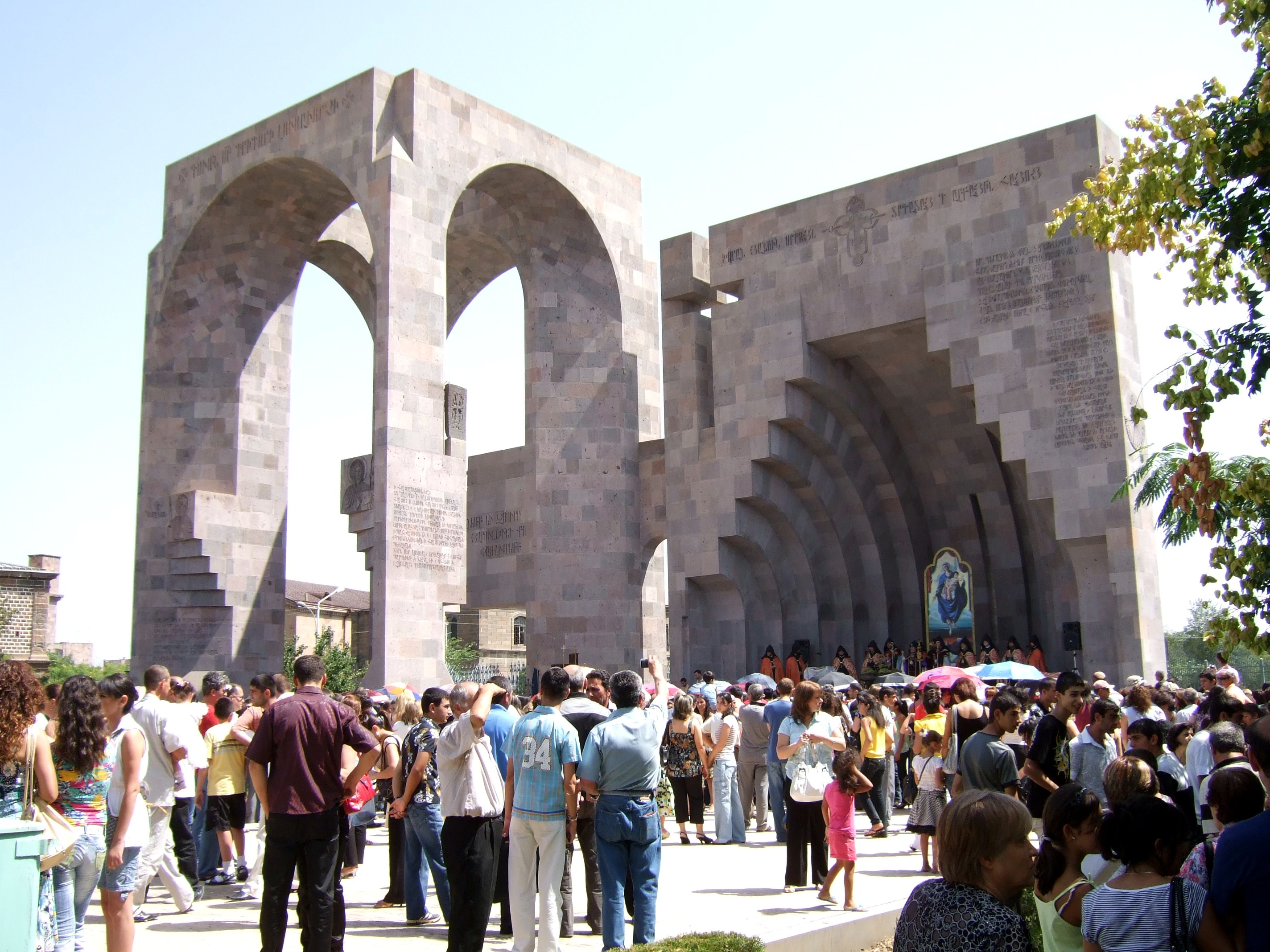
Ečmiadzin

Arménské království jako první státní útvar na světě přijalo roku 301 křesťanství jakožto státní náboženství. Dva z Ježíšových apoštolů, Juda Tadeáš a Bartoloměj, působili v Arménii již v 1. století. K arménské apoštolské církvi, nejstarší národní církvi na světě, se hlásí takřka 95 % obyvatelstva. Za zakladatele arménské církve je považován Řehoř Osvětitel. Církev je řazena mezi tzv. starobylé východní církve. Významným duchovním centrem země je malé město Ečmiadzin ležící asi 25 kilometrů západně od Jerevanu, kde se nachází katedrála Mayr Tačar; zde sídlí i tzv. katholikos, tedy hlava arménské apoštolské církve. V září roku 1855 byl na zámku v Zákupech na návštěvě u excísaře Ferdinanda I. Dobrotivého arcibiskup Arménů Arihtazes Azaria.

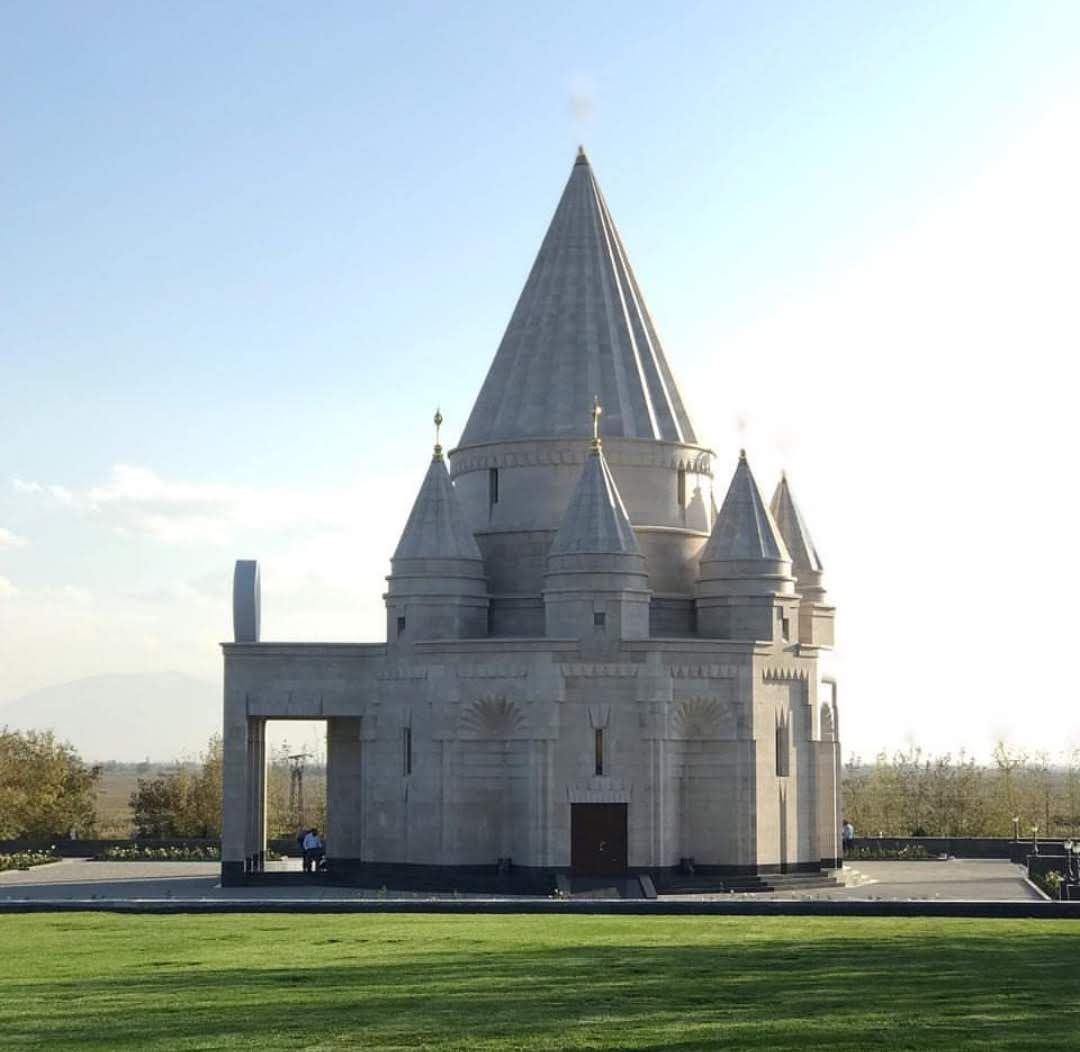
Jezídský chrám v Aknalichu

Existuje i Arménská katolická církev, která je ve společenství s Římskokatolickou církví. Působit začala v zemi až v 19. století, své hlavní sídlo má stále v Libanonu, v Arménii má asi 750 tisíc vyznavačů. Specifickou je pravoslavná ruská sekta Molokanů. Kurdové žijící na západě země praktikují zoroastrismus a šamanismus. Většina Azerů vyznávajících islám utekla během konfliktu o Náhorní Karabach do Ázerbájdžánu. Stále ale v Arménii působí malá skupina vyznavačů jezídismu. Chrám Quba Mêrê Dîwanê, postavený v arménské vesnici Aknalich roku 2019, je v současnosti největším jezídským svatostánkem na světě.
Židovská komunita v Arménii má prastarou historii sahající až do 1. století. Historik 5. století Moses Chorenaci tvrdil, že prvních 10 tisíc židů přivlekl do Arménie Tigranes Veliký (95–55 př. n. l.) jakožto zajatce po svém vpádu do severního Izraele. Ve 4. století zesílila židovská emigrace a mnoho arménských měst prý bylo vyloženě židovských. Sásánovci ale většinu z nich přesídlili do Íránu. Komunity se začaly objevovat znovu v 19. století, často vyhnané z ruského území. Tento vzorec se opakoval i v sovětské éře, židé se stěhovali do Arménie kvůli atmosféře náboženské a etnické tolerance, kterou v Ruské SSR nebo Ukrajinské SSR nenacházeli. Po druhé světové válce se počet židovských obyvatel zvýšil na přibližně 5 000. V roce 1959 dosáhla židovská populace v sovětské Arménii vrcholu, přibližně 10 000 lidí. Zejména židovská inteligence byla do Arménie přitahována i v 60. a 70. letech možná nejliberálnější společností v Sovětském svazu. Na konci sovětské éry a po rozpadu Sovětského svazu však došlo k mohutnému odlivu židovské populace do Izraele, takže dnes se odhaduje na pouhých 750 osob. Pozoruhodným jevem je, že teprve po tomto exodu byl zaznamenán v zemi zvýšený antisemitismus, v minulosti v Arménii zcela netypický.

## Kultura
Turecká genocida a útlak zplodily rozsáhlou arménskou diasporu, která rozšířila arménskou kulturu do více než 120 zemí světa.

### Hudba

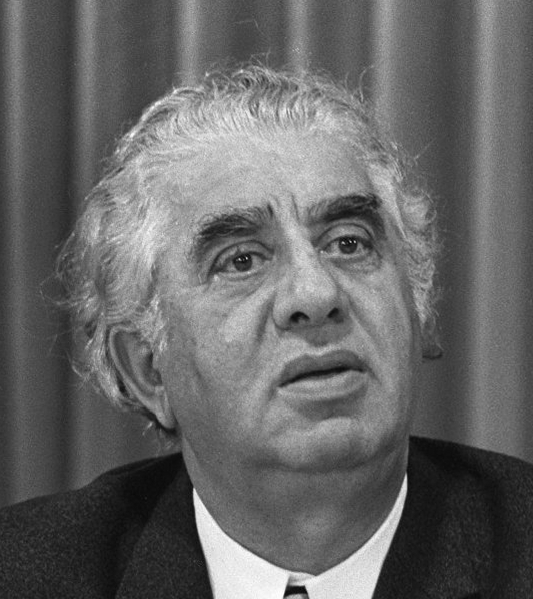
Skladatel Aram Chačaturjan

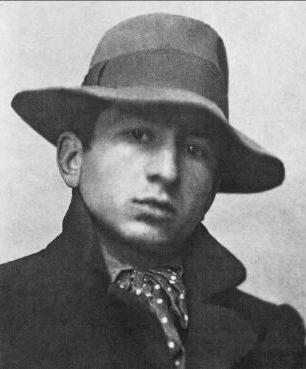
Jeghiše Čarenc

Doma i ve světě se prosadila řada osobností. Významným hudebním skladatelem byl Aram Chačaturjan, autor slavného Šavlového tance. Zakladatelem moderní arménské hudby byl Komitas. Představiteli klasické hudby byli též Alexander Arutjunjan, Avet Terterjan, Arno Babajanjan, Tigran Mansurjan či Alexander Spendiarjan. Mikael Tariverdjev byl znám především jako autor filmové a televizní hudby (např. seriál Sedmnáct zastavení jara). Z interpretů se prosadily operní pěvkyně Lusine Zakarjanová, Gohar Gasparjanová, Zara Doluchanova, Hasmik Papjanová a Maria Guleghina. Úspěchů dosáhla i houslistka Anahit Cicikjanová.
Z jazzových hudebníků patří k nejznámějším Tigran Hamasjan, kombinující jazzové postupy s arménskou lidovou hudbou.
V populární hudbě se prosadili někteří představitelé arménské diaspory, například francouzský šansoniér Charles Aznavour, americká zpěvačka Cher, nebo členové skupiny System of a Down vytvořené téměř výhradně příslušníky americké arménské komunity (Serj Tankian, Shavo Odadjian, John Dolmayan, Daron Malakian, Ontronik Khachaturian). V arménské populární hudbě se prosadila například zpěvačka Sirusho.
Mezi oblíbené lidové hudební nástroje patří duduk. Hráč na duduk Djivan Gasparyan si získal mezinárodní renomé.

### Literatura

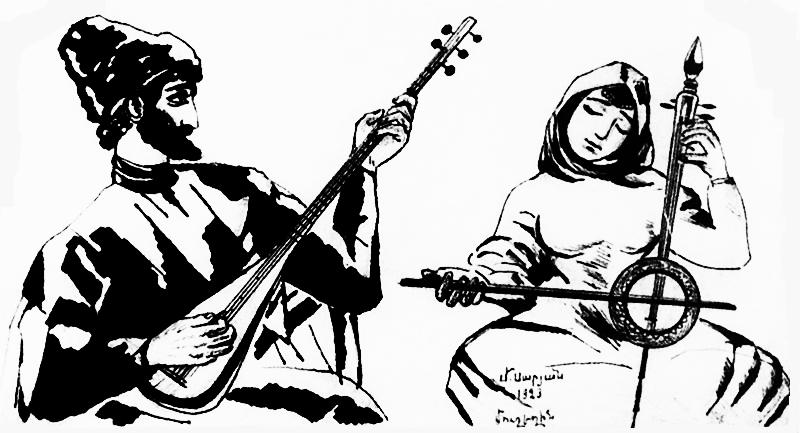
Sajať-Nova

### Film

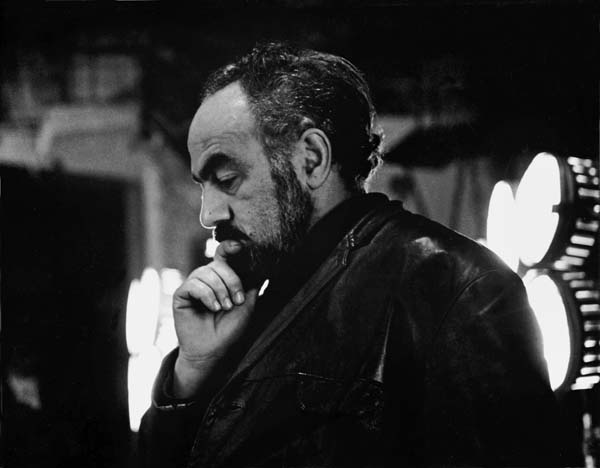
Sergej Paradžanov

V sovětském filmu se prosadil režisér Sergej Paradžanov, který je uznáván především za své snímky Stíny zapomenutých předků (1964) či Barva granátového jablka (1969), jenž je věnován životu Sajať-Novy. Po těchto úspěších se sovětským úřadům znelíbil a byl uvězněn, mj. za homosexualitu. K režii se mohl vrátit až v 80. letech (např. Ašik-Kerib). V Kanadě točí své filmy režisér Atom Egoyan, v Hollywoodu se proslavil scenárista Steven Zaillian (mj. Schindlerův seznam, Gangy New Yorku, Irčan).
V sovětském filmu se prosadil herec Armen Džigarchanjan (např. Tajný úkol) nebo Leonid Jengibarov, další z významných umělců arménského původu, scenárista, herec, klaun a mim, inspirovaný uměním klasických klaunů a němou filmovou groteskou. Vytvořil postavu lyrického klauna, přinesl do svého oboru poezii a povýšil ho na umění. Spojil virtuózní techniku s imaginací v autentický obraz křehkosti a zranitelnosti člověka. Pro Armény je Bohem, pro svět pod šapitó veličinou, která podstatně ovlivnila i českou pantomimu. V Hollywoodu se uchytil arménský emigrant Akim Tamiroff, držitel Zlatého glóbu za nejlepší herecký výkon ve vedlejší roli, nebo herečka Angela Sarafyanová, známá především ze seriálu Westworld.

### Výtvarné umění a architektura

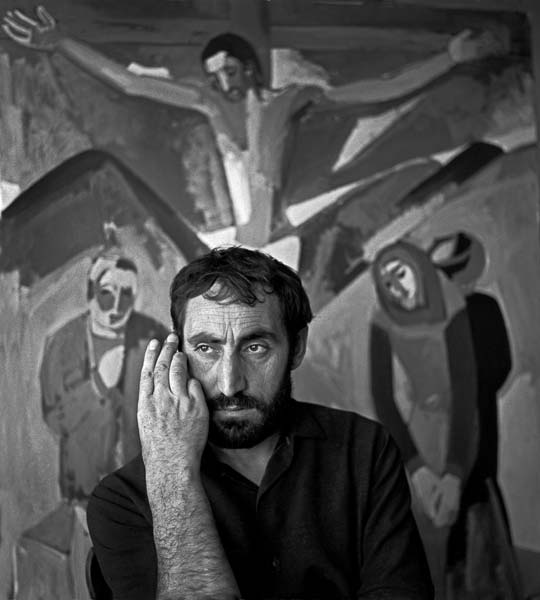
Minas Avetisjan

Arménský původ měl malíř Ivan Ajvazovskij, stejně jako Američan Arshile Gorky. Ke známým malířům působícím v Arménii patřil Martiros Sarjan, Minas Avetisjan, patrně zavražděný sovětskou KGB, nebo Mariam Aslamazjanová, někdy nazývaná "arménská Frida Kahlo". Významným středověkým iluminátorem byl Toros Roslin. Ze sochařů patří k nejznámějším Sergej Merkurov, proslulý zvláště svými posmrtnými maskami.
Na seznam světového dědictví UNESCO byly zapsány tři arménské klášterní komplexy: Haghpat, Sanahin a Geghard. Krom toho katedrála (a další kostely) v Ečmiadzinu. Chrám sv. Ripsime v Ečmiadzinu byl vystavěn Řehořem Osvětitelem již v roce 303. Sídlí v něm hlava Arménské apoštolské církve. Z dalších staveb je významný klášter Tatev, helénský chrám v Garni zasvěcený kdysi bohu Mithrovi (jediná dochovaná antická stavba na území bývalého Sovětského svazu), klášter Chor Virab, klášter Achtala a klášter Noravank. Z některých významných starověkých staveb zbyly jen ruiny, příkladem může být klášter Agdžoc, klášter Aghavnavank, klášter Arakeloz, Klášter Havuc Tar, klášter Kirants, klášter Majravank, klášter Samson, zbytky města Zvarthnoc nebo pevnost Amberd. Nejvýznamnější islámskou architektonickou památkou je Modrá mešita v Jerevanu. K nejdůležitějším moderním architektům patří Alexandr Tamanjan, mj. autor neoklasicistní budovy Arménského divadla opery a baletu v Jerevanu.

#### Galerie

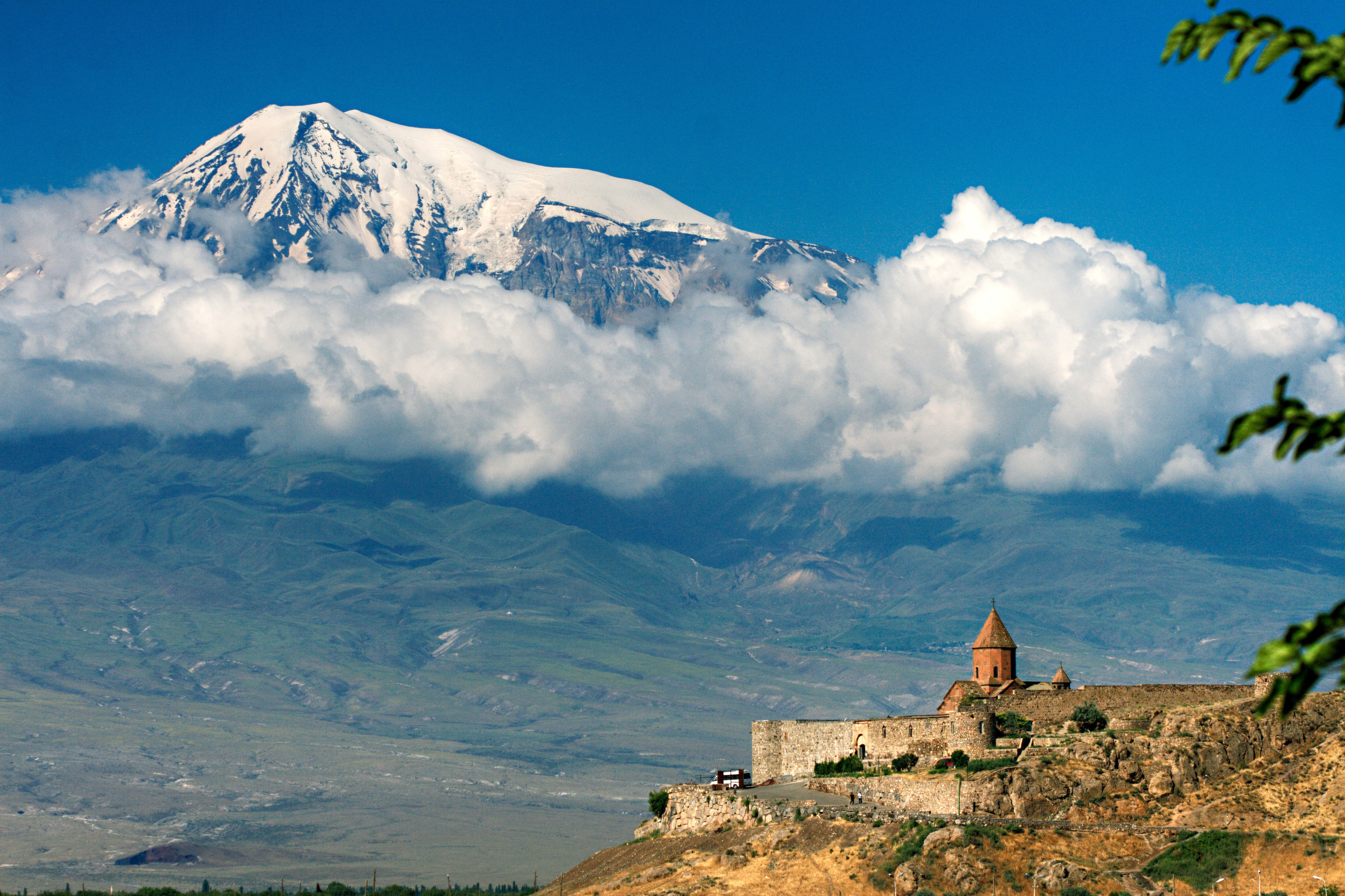
Klášter Chor Virap, v pozadí je pohoří Ararat
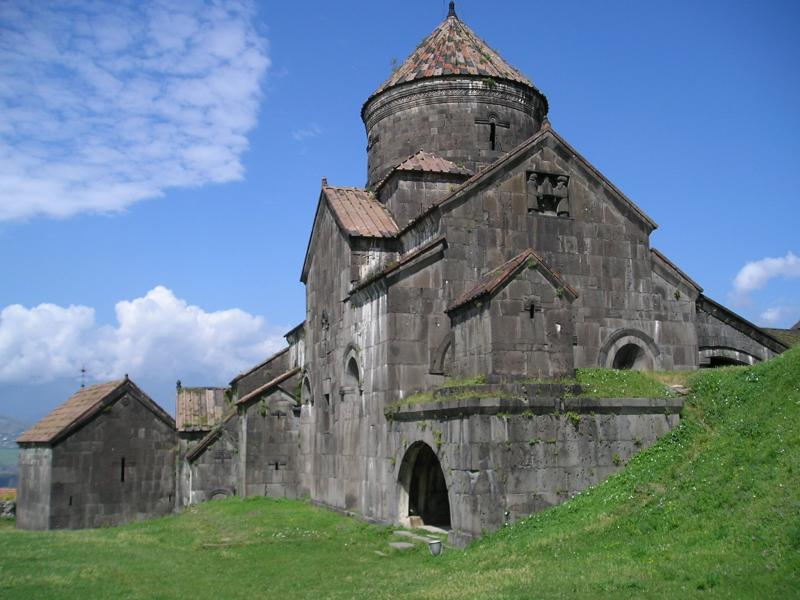
Chrám sv. Kříže z konce 10. století v Haghpatu
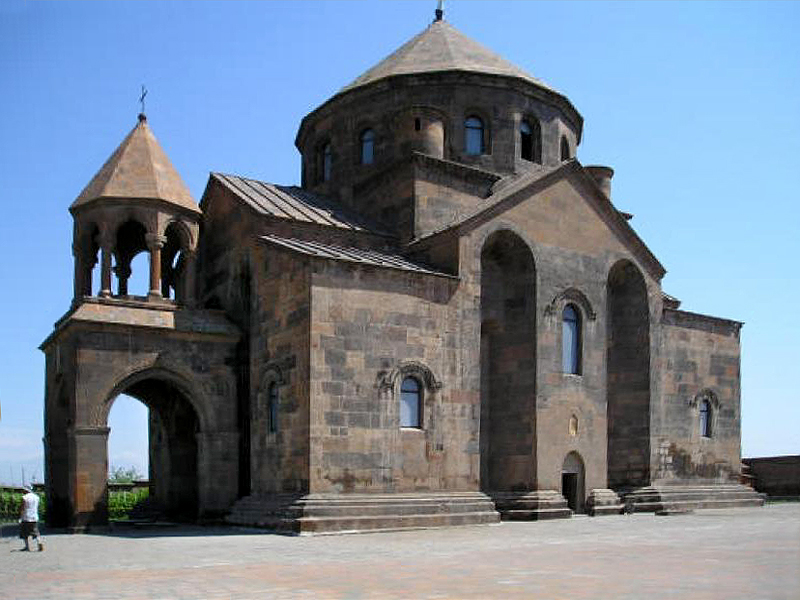
Chrám svaté Ripsime z počátku 4. století v Ečmiadzinu
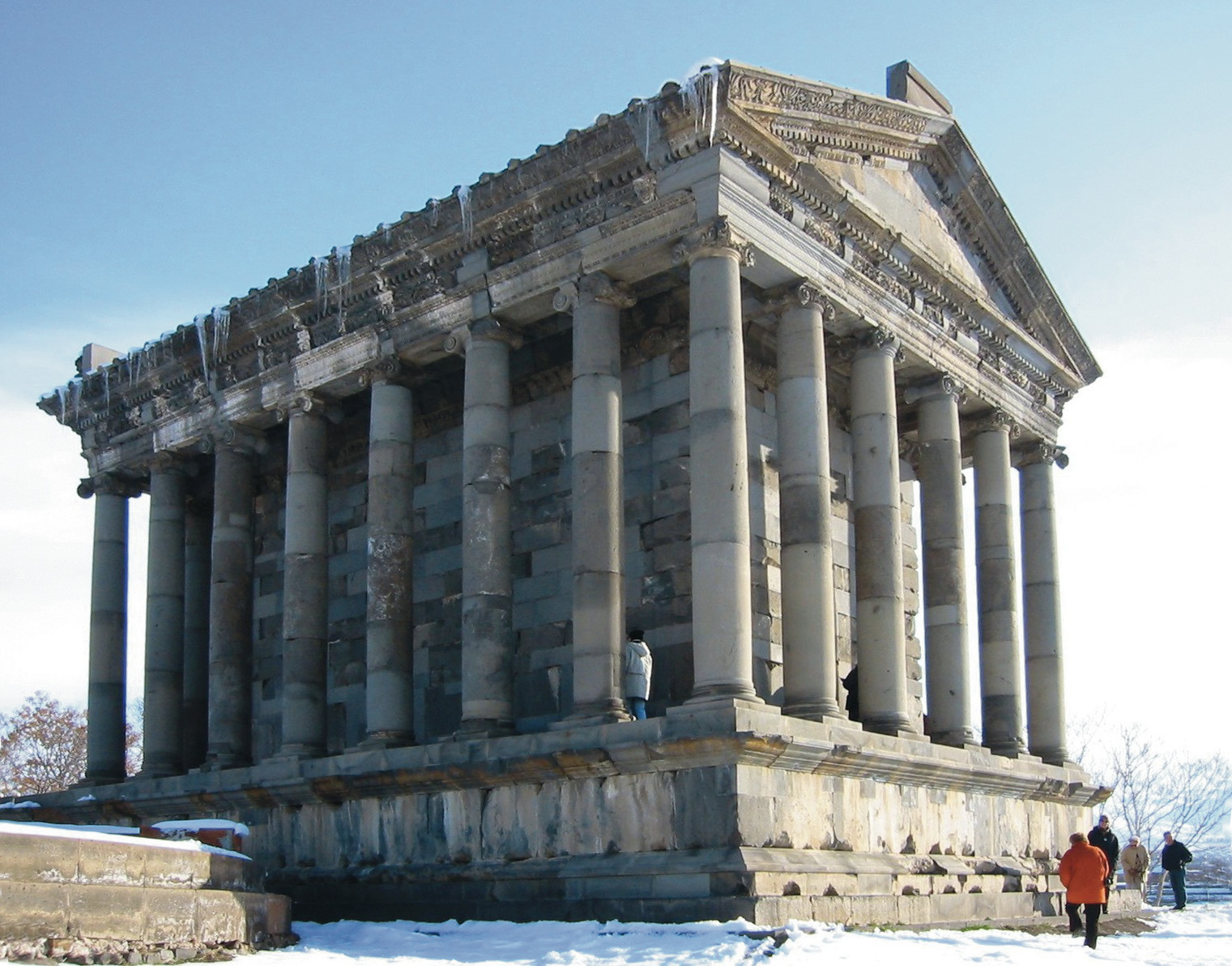
Chrám Garni z 1. století n. l.
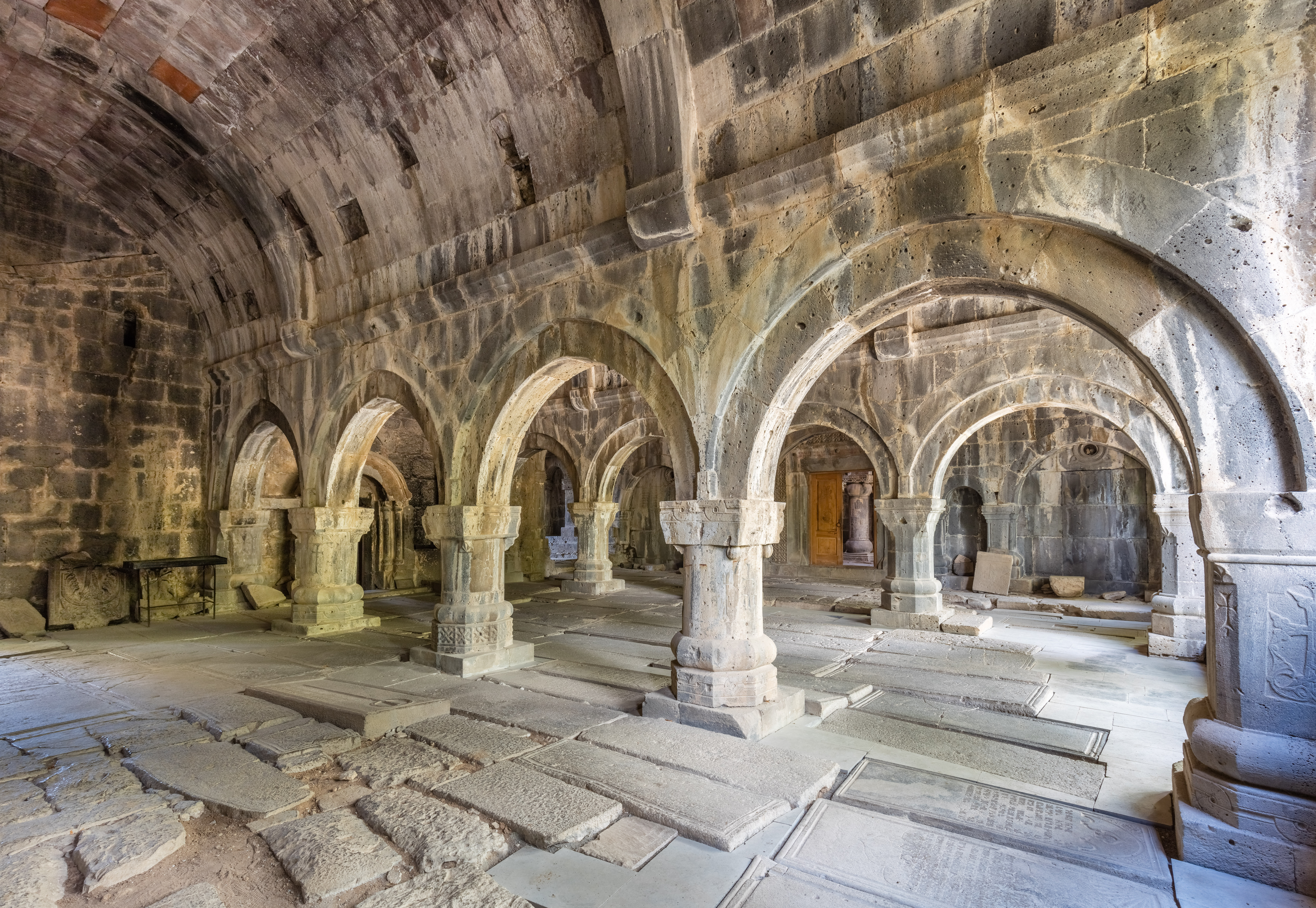
Interiér kláštera Sanahin
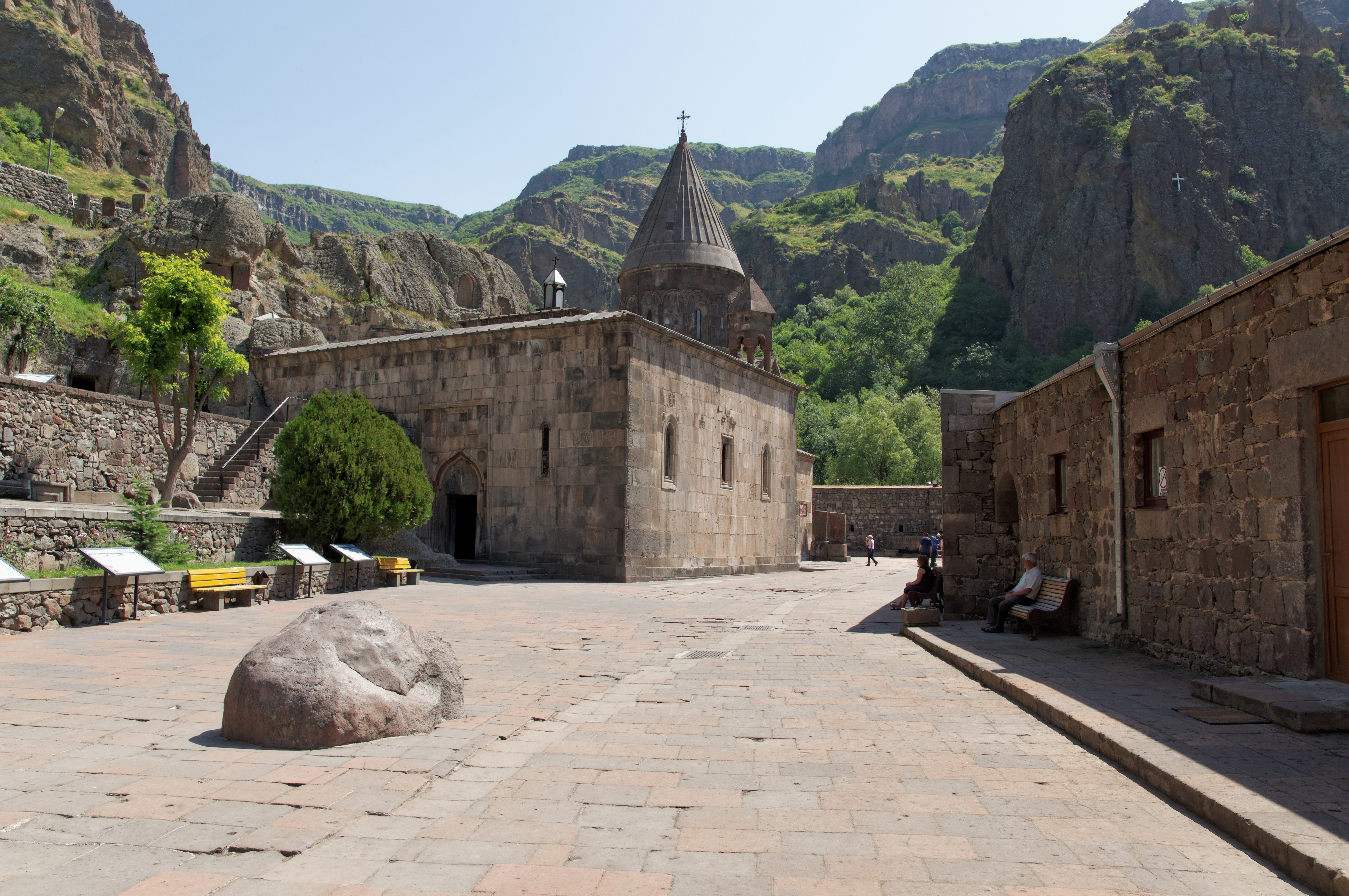
Klášter Geghard
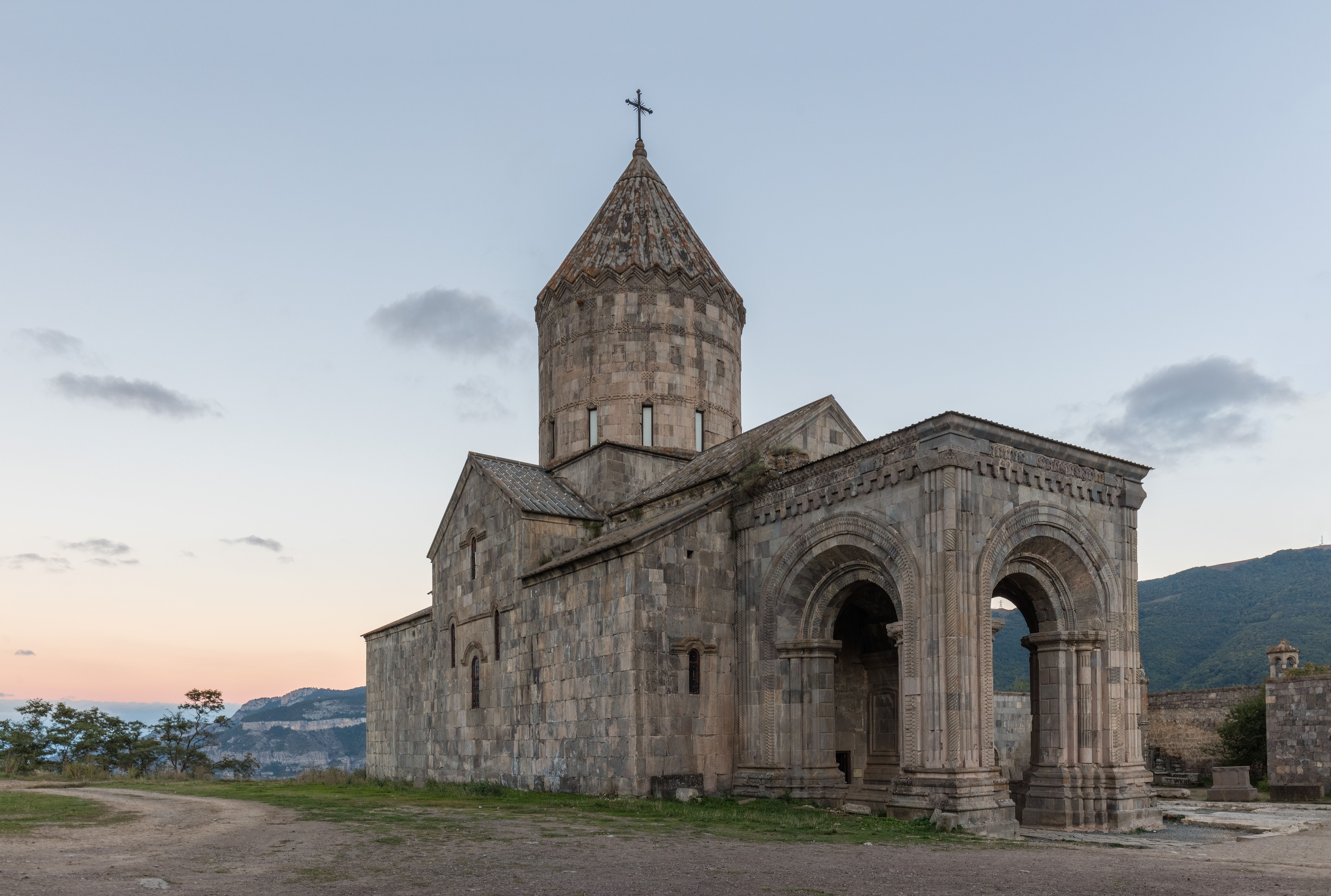
Klášter Tatev
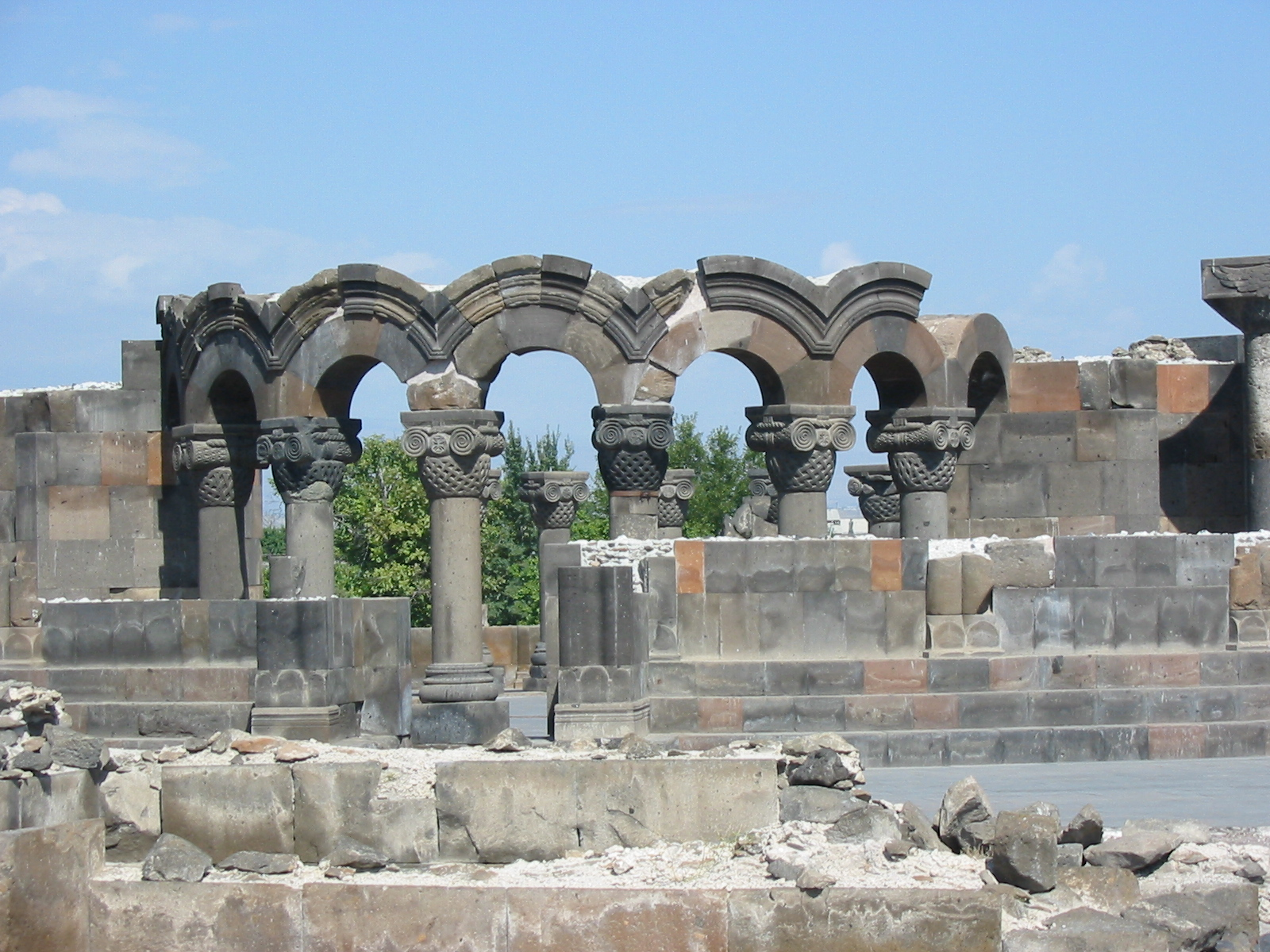
Ruiny Zvarthnocu
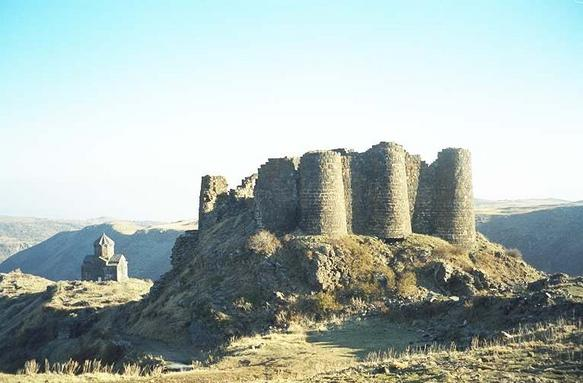
Pevnost Amberd
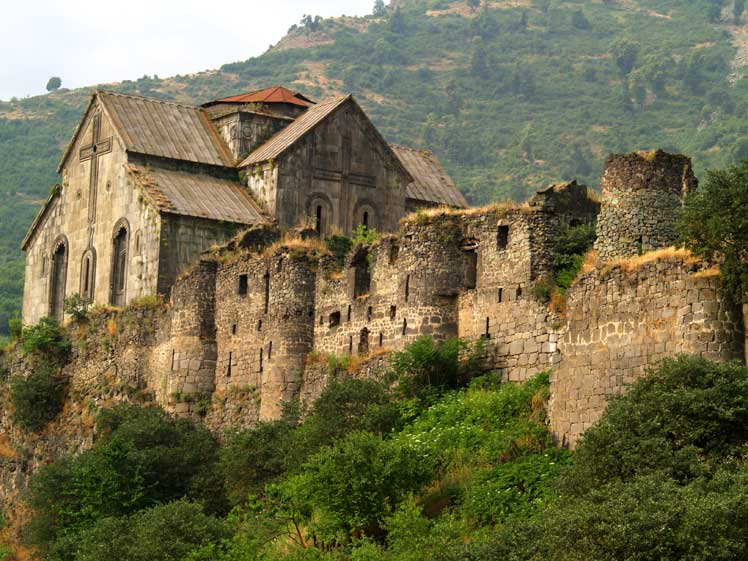
Klášter Achtala

### Kuchyně

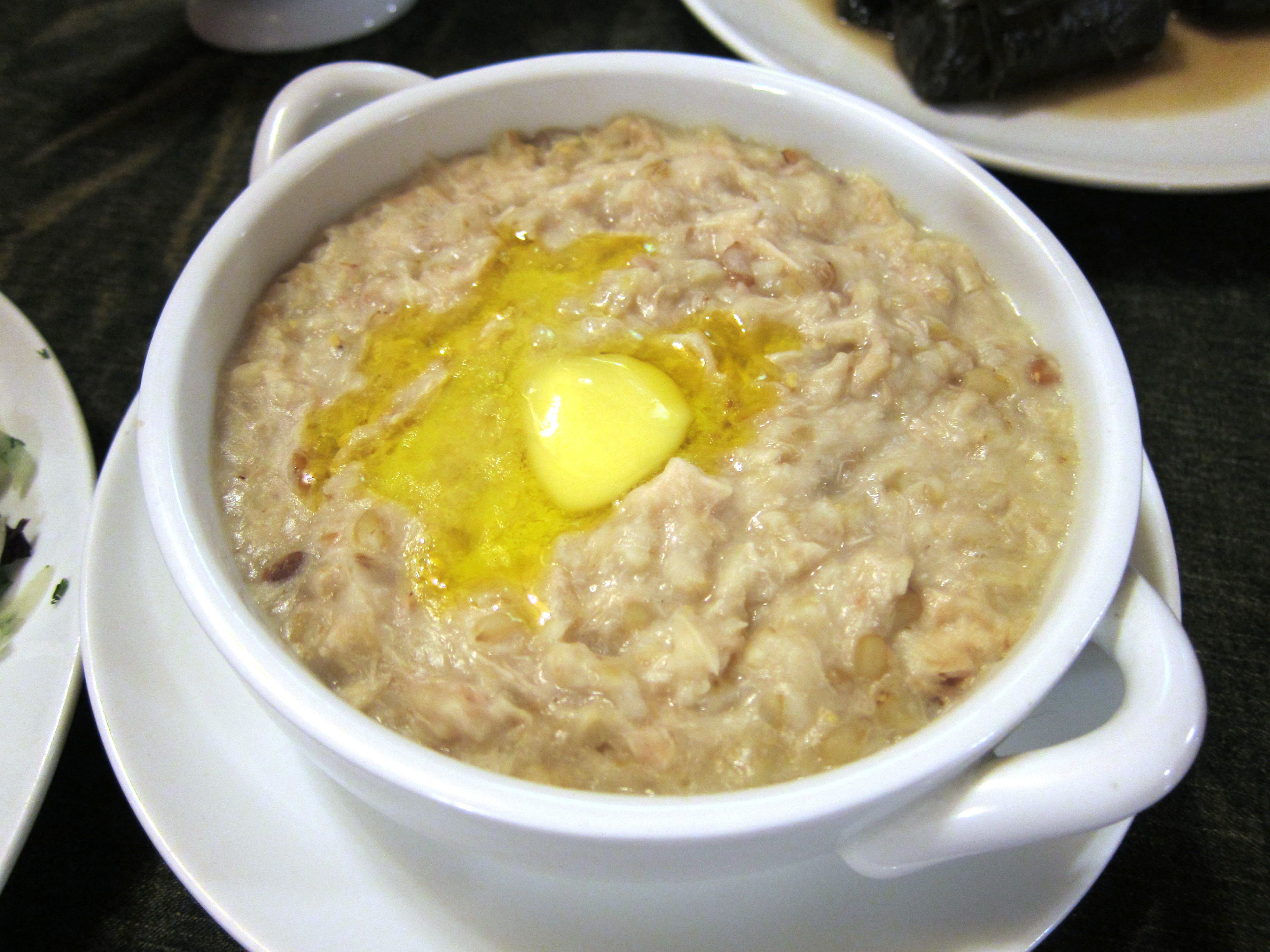
Harisa

Národním jídlem je chléb zvaný lavaš. Peče se v pecích kónického tvaru umístěných v zemi. Jde o tenkou placku, do níž se často balí jiné jídlo – třeba směs sýru, masa a zeleniny. Tradičním je zejména tzv. chorovac, tedy grilované maso zabalené do lavaše, kořeněné zejména bazalkou, koriandrem, rozmarýnem a koprem. Jednou z mála polévek arménské kuchyně je tzv. bozbaš, též zvaný chaš, připomínající českou dršťkovou polévku.
Kaše harisa se podává na Velikonoce a někdy je označovaná za arménské národní jídlo. K oblíbeným pokrmům patří i plněné knedlíčky manti, plněné vinné listy dolma, salát z bulguru se zeleninou tabouleh, placka lahmacun (někdy zvaná "arménská pizza"), šašlik, pilaf nebo na vzduchu sušené nasolované maso basturma.
Prastarou tradici má arménské víno, které je známé svou aromatičností. Proslulým je zvláště arménský koňak. K nejslavnějším značkám patří brandy Ararat, vyráběná již od roku 1887. Největší část vývozu, 23 procent, míří do Belgie. Klíčovým dovozním partnerem je Rusko.

### Věda

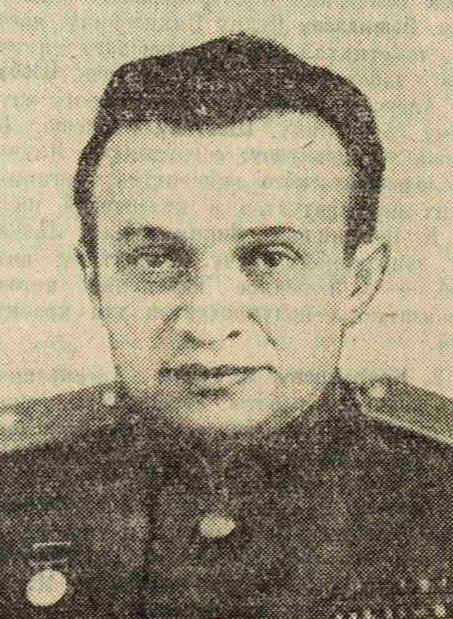
Arťom Mikojan

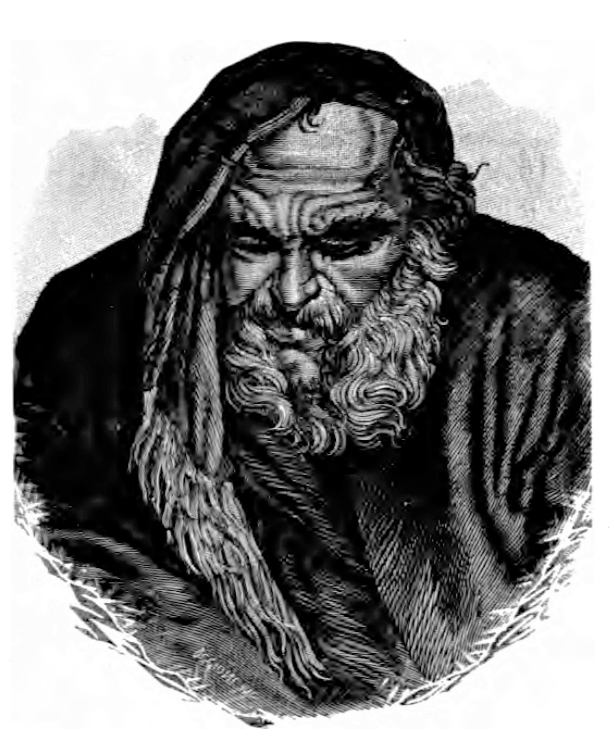
Anania Širakaci

Otcem arménské vědy je starověký učenec Anania Širakaci. Významným botanikem byl Armen Tachtadžjan. V časech SSSR se proslavil astronom Viktor Amazaspovič Ambarcumjan a letecký konstruktér Arťom Mikojan, spoluautor řady slavných stíhaček MiG (přičemž Mi v názvu stíhačky znamená právě Mikojan, G potom jméno jeho spolupracovníka Michaila Josifoviče Gurjeviče). Mezi nimi nejslavnější byl typ MiG-21, nejvyráběnější nadzvukový stíhací letoun historie. K arménskému původu se hlásí i Jurij Oganesjan, který patří k objevitelům nejtěžších známých prvků v periodické tabulce. Významnými jadernými a částicovými fyziky v Sovětském svazu byli Abram Alichanov či Artem Alichanjan, astronomické objevy má na svém kontě Benjamin Markarjan (Markarianův řetěz, Markarjanovy galaxie). Íránskou astronomii zakládala Alenuš Terijanová, stejnou roli v Mexiku sehrála jiná arménská badatelka Paris Pişmişová. Hovannes Adamjan bývá označován za jednoho ze spoluvynálezců barevné televize. Arménský původ měl i rakouský matematik Emil Artin, vynálezce magnetické rezonance Raymond Vahan Damadian či známý průkopník eutanazie Jack Kevorkian.

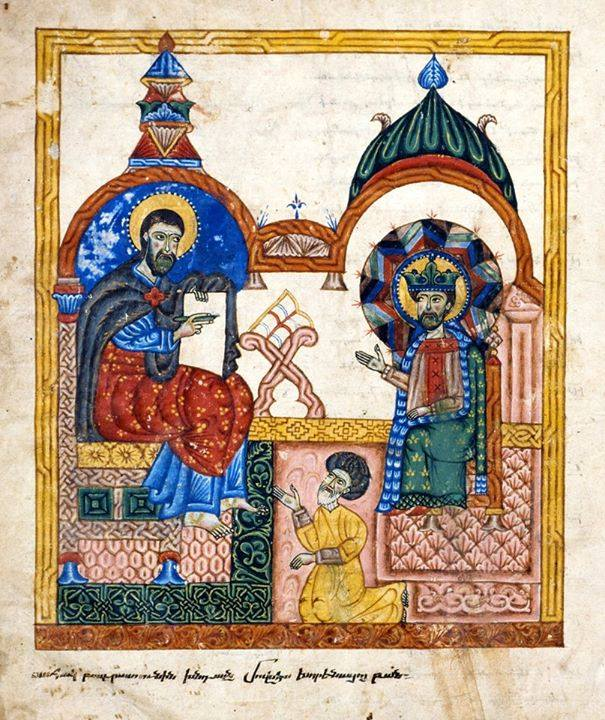
Historik Movses Chorenaci

K intelektuálním pilířům starověké Arménie patřili zakladatel arménské církve Řehoř Osvětitel, historici Movses Chorenaci, Sebeos, Faustos Buzand a Agathangelos či teolog Řehoř z Nareku. Za Arména tradice považuje také novoplatónského filozofa 6. století Davida Anachta (zvaného též David Armén či David Nepřemožitelný). Georgij Ivanovič Gurdžijev byl známým mystikem 20. století. Významným lingvistou 20. století byl Hračja Ačarjan.

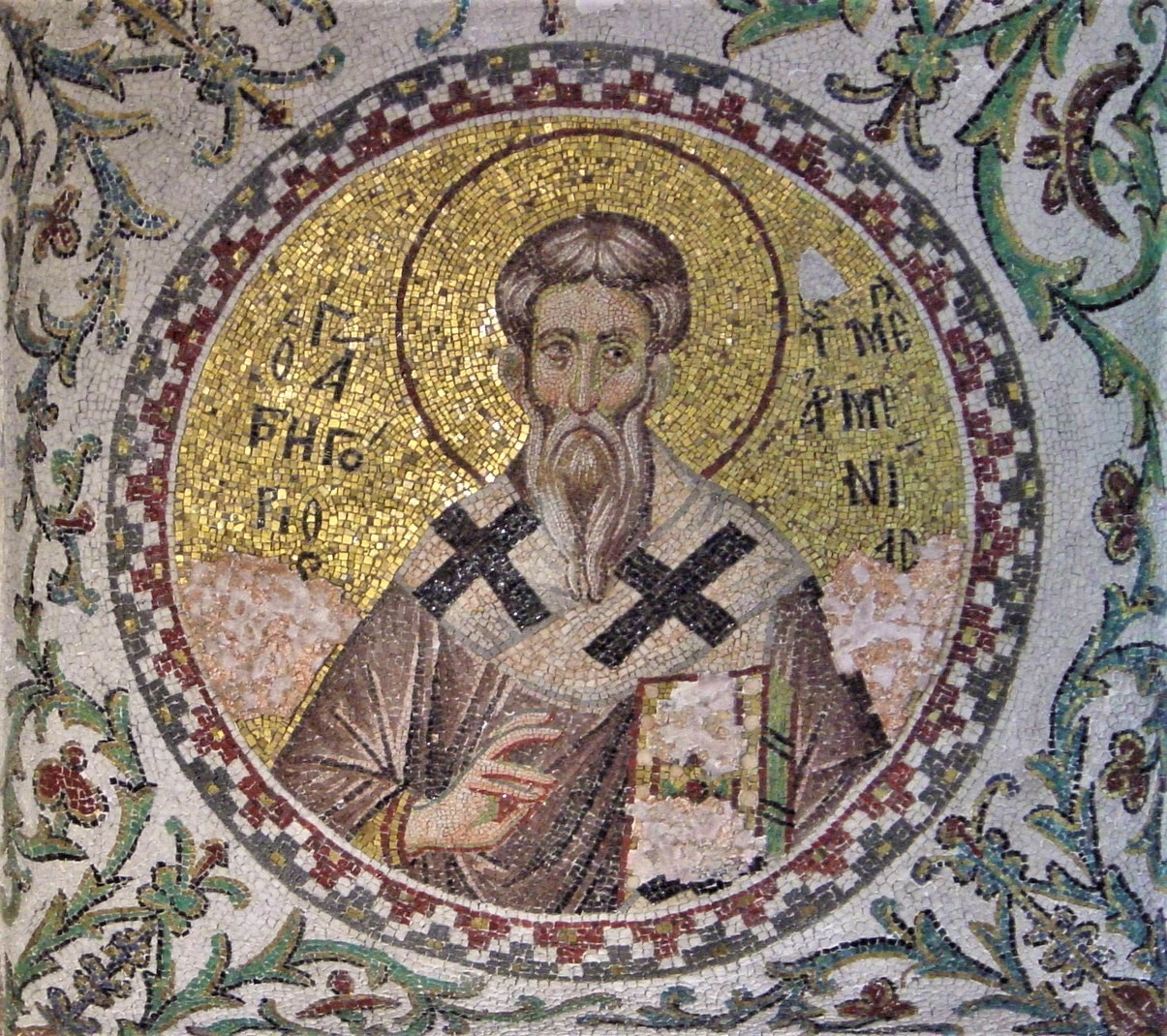
Řehoř Osvětitel

Kořeny arménské vzdělanosti jsou hluboké. První univerzita, v Gladzoru, byla založena již roku 1280 a fungovala do roku 1340. V tom roce její pozici převzala nově založená univerzita v Tatevu (v rámci tatevského kláštera), která zanikla v roce 1435. kdy ji i klášter vypálili Mongolové. V současnosti je největší univerzitou v zemi Jerevanská státní univerzita. Studuje na ní okolo 20 000 studentů na 19 fakultách.

### Sport

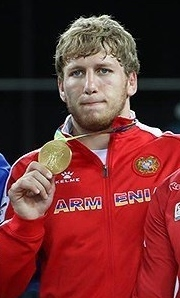
Artur Aleksanjan

Největší úspěchy dosahují Arméni v zápase, podobně jako jiné kavkazské národy. Zápasník Armen Nazarjan vyhrál pro samostatnou Arménii první zlatou olympijskou medaili, druhou přidal na olympiádě v Riu roku 2016 Artur Aleksanjan. Jeho kolegové Arsen Julfalakjan, Armen Mkrtčjan a Miran Arutjunjan mají olympijské stříbro. Suren Nalbandjan, Sanasar Oganisjan, Levon Džulfalakjan a Mnacakan Iskandarjan vyhráli olympiádu ještě v dresu SSSR (Iskandarjan v tzv. Sjednoceném týmu v Barceloně roku 1992). Zápas má v Arménii velké zázemí, přetrvává i tradice specifického arménského druhu zápasu zvaného kokh. 

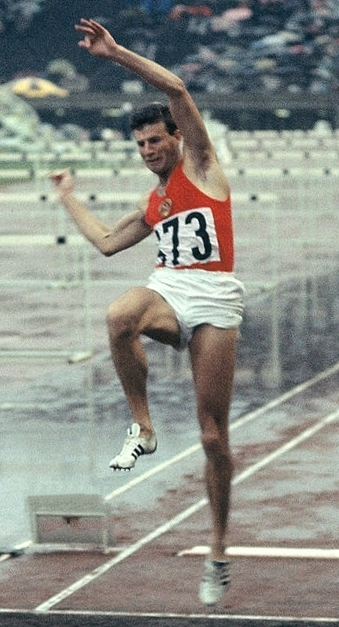
Igor Ter-Ovanesjan

Dalším sportem, v němž dosahují Arménii značných úspěchů, je vzpírání. Vybojovali v něm již pět olympijských cenných kovů, z toho čtyřikrát stříbro (2× Simon Martirosjan, Gor Minasjan, Tigran Vardan Martirosjan). V dresu Sovětského svazu vybojovali zlato arménští vzpěrači Rafael Čimiškjan (Helsinki 1952), Jurik Vardanjan (Moskva 1980), Oksen Mirzojan (Soul 1988) a Israel Militosjan (Barcelona 1992). Norair Nurikjan to dokázal v dresu Bulharska.
Čtyři olympijské kovy, z toho dvě zlaté, si z Helsinek v roce 1952 přivezl gymnasta Hrant Šahinjan, tři zlaté a jedno stříbro má na svém kontě jeho nástupce Albert Azarjan, jehož syn Eduard Azarjan později získal rovněž zlato, ze závodu družstev. V boxu vybojoval nejvyšší olympijské ocenění Vladimir Jengibarjan, v Melbourne roku 1956, ve střelbě Hrachja Petikjan (1992). V kolektivních sportech si v barvách Sovětského svazu zlato z olympiády přivezli fotbalista Nikita Simonjan (1956), basketbalistka Elen Šakirovová (1992) a šermíř George Pogosov (1992). Nejúspěšnějším arménským atletem je skokan do dálky Igor Ter-Ovanesjan, dvojnásobný mistr světa. Ze šachistů k nejvýznamnějším patří Tigran Petrosjan či Levon Aronjan.
Ve fotbale vyniká především klub Pjunik Jerevan, z hráčů můžeme zmínit hlavně záložníka Henricha Mchitarjana, který s Manchesterem United vyhrál Evropskou ligu.
Arménský původ měla i řada úspěšných francouzských fotbalistů, například Youri Djorkaeff či Alain Boghossian, či americký tenista Andre Agassi.